# Świadkowie Jehowy na Ukrainie
Świadkowie Jehowy na Ukrainie – społeczność wyznaniowa na Ukrainie, należąca do ogólnoświatowej wspólnoty Świadków Jehowy, licząca w 2023 roku 109 375 głosicieli, należących do 1234 zborów. Na dorocznej uroczystości Wieczerzy Pańskiej w 2023 roku zgromadziło się 185 910 osób. Biuro Oddziału koordynujące działalność miejscowych głosicieli mieści się w Brzuchowicach na przedmieściach Lwowa. Jedna z 27 wspólnot Świadków Jehowy na świecie, których liczebność przekracza 100 000 głosicieli.

## Historia Świadków Jehowy na Ukrainie

### Początki

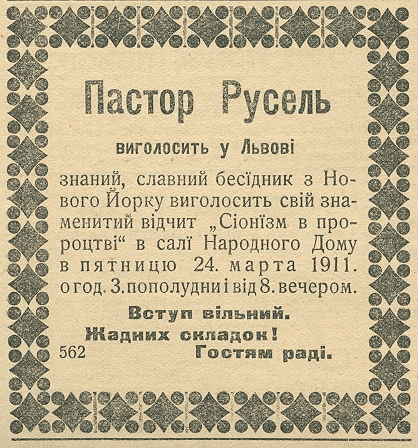
Zapowiedź wykładu publicznego C.T. Russela we Lwowie w dniu 24 marca 1911 roku (gazeta Diło)

W roku 1891 Charles Taze Russell podczas swej pierwszej podróży do Europy w drodze do Stambułu odwiedził Odessę. 24 marca 1911 roku podczas kolejnej wizyty, przemawiał również we Lwowie, gdzie dwukrotnie w Domu Narodowym przedstawiał wykład „Syjonizm w proroctwie” skierowany głównie do Żydów. Wykłady te zostały zakłócone przez sympatyków rabina J.L. Magnesa, lidera społeczności żydowskiej z Nowego Jorku. Rabin Magnes telegraficznie przestrzegł swoich znajomych przed Charlesem T. Russellem, przedstawiając go jako chrześcijańskiego misjonarza nawracającego Żydów. Ludzie ci podnosili hałas, by na wszelkie sposoby nie dopuścić C.T. Russella do głosu. Na początku XX wieku w zagłębiu węglowym na wschodzie Ukrainy podjął pracę inż. Trumpi, Badacz Pisma Świętego ze Szwajcarii. Był on pierwszym Badaczem Pisma Świętego na tym terenie. W miejscowości Lubymiwśkyj Post pod Charkowem utworzył grupę studiującą Biblię.
W 1912 roku niemieccy Badacze Pisma Świętego opublikowali duże ogłoszenie w kalendarzu rozpowszechnianym wśród Ukraińców. Zachęcało do złożenia zamówienia na wydania publikacji w języku niemieckim. W jego wyniku otrzymano pierwszych 50 zamówień na „Wykłady Pisma Świętego” i prenumeratę „Strażnicy”. Z zainteresowanymi utrzymywano kontakt do wybuchu I wojny światowej. 
W latach 20. XX wieku polscy głosiciele prowadzili działalność na terenie Galicji i Wołynia. W 1921 roku współwyznawcy z Rumunii i Mołdawii prowadzili działalność kaznodziejską na terenie Bukowiny, gdzie powstało 7 klas (zborów), a do jednej z nich należało 70 osób. W roku 1922 we wsi Kolinkiwci Stepan Kolca został prawdopodobnie pierwszym ochrzczonym Badaczem Pisma Świętego na Ukrainie. Po pewnym czasie przyłączyło się do niego 10 rodzin. W roku 1922 w Galicji Wieczerzę Pańską obchodziło 12 osób. W 1923 roku na Zakarpaciu przyjął chrzest Wojtech Czechi, który potem działał jako pionier w okolicach Berehowa.
W 1924 roku 49 osób zgromadziło się na tym święcie w miejscowości Sarata na południu Ukrainy oraz 36 osób we Lwowie.
W 1925 roku zbory działały m.in. we Lwowie (42 członków), w Borysławiu (318), Bystrzycy (55), Czeskim Boratynie (19), Gnilczy (22), Pawłowie (15), Podhajcach (32), Uhryńkowcach (16) i Złotym Potoku (62). W tym samym roku we wsi Wełyki Łuczky położonej na Rusi Podkarpackiej, należącej w tym czasie do Czechosłowacji, Badaczami Pisma Świętego było około 100 osób. W 1925 roku we Lwowie i Borysławiu przemówienia wygłaszał Wacław Wnorowski.
24 maja 1926 roku w imieniu zborów przekazał prośbę do Józefa Piłsudskiego o pomoc w sprawie interwencji organów państwowych wobec brutalnych prześladowań Badaczy Pisma Świętego w Galicji. W 1926 na terenie Galicji istniało 20 zborów, które zaczynały organizować swoją działalność. W polskojęzycznych zborach Wieczerzę Pańską obchodziły we Lwowie 42 osoby, a w Jabłonce 30 osób, a w języku ukraińskim w sumie 152 osoby (Mehyla – 25 osób, Lwów – 24, Złoty Potok – 23, pozostałe miejscowości – 80).
W roku 1927 liczba obecnych na Wieczerzy Pańskiej na Rusi Podkarpackiej przekroczyła 370 osób.

### Tłumaczenie literatury biblijnej

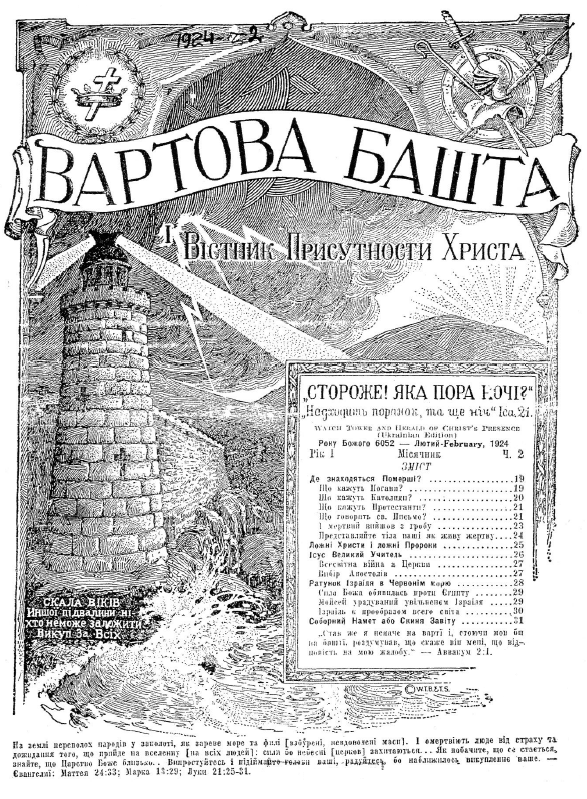
„Strażnica” w języku ukraińskim zaczęła się ukazywać w roku 1924 (numer 2 z lutego 1924)

W dniach 3 i 4 września 1920 roku w Chicago zorganizowano pierwszą konwencję ukraińskich Badaczy Pisma Świętego w Stanach Zjednoczonych. Literaturę biblijną w języku ukraińskim zaczęto tłumaczyć w Kanadzie i wydawać w Stanach Zjednoczonych. Pierwszą publikacją wydaną w tym języku był „Boski plan wieków”, pierwsza część „Wykładów Pisma Świętego” Charlesa T. Russella. „Strażnica” zaczęła ukazywać się w styczniu 1924 roku jako miesięcznik. Tłumaczeniem publikacji zajmował się Emil Zarycki, którego rodzice pochodzili z miejscowości Sokal na zachodniej Ukrainie i wyemigrowali do Kanady.
Podjął on służbę pełnoczasową i zajmował się w tym czasie zarówno tłumaczeniem literatury na język ukraiński, jak również odwiedzał ukraińskie, polskie i słowackie grupy na terenie Kanady i Stanów Zjednoczonych. W 1928 roku w miejscowości Winnipeg w Kanadzie Towarzystwo Strażnica nabyło w tym celu dom, w którym Emil Zarycki wraz z żoną Mariją, tłumaczyli literaturę biblijną na język ukraiński.
W latach 30., gdy w działalności kaznodziejskiej korzystano również z gramofonów, Emil Zarycki został zaproszony do Biura Głównego do Brooklynu, gdzie z jego udziałem nagrano serię wykładów biblijnych na płytach gramofonowych w języku ukraińskim. W latach trzydziestych radiostacja w Winnipeg przygotowała kilka półgodzinnych audycji zawierających przemówienia biblijne wygłaszane m.in. przez Emila Zaryckiego, a także pieśni ze śpiewnika „Pieśni na chwałę Jehowy” z 1928 roku śpiewane przez czterogłosowy chór.
Emil Zarycki wraz z żoną tłumaczeniem literatury biblijnej zajmował się przez 40 lat, do roku 1964. Następnie zadanie to powierzono Maurice’owi Saranczukowi, który przez kilka lat wspólnie z żoną Anne pomagał małżeństwu Zaryckich.

### Zorganizowanie działalności
Zorganizowaną działalność kaznodziejską na terenie obecnej Ukrainy zaczęto prowadzić w roku 1927. Małe i odizolowane grupki połączono w zbory. Rozpoczęto też regularną działalność kaznodziejską prowadzoną od domu do domu.
W roku 1927 duże zainteresowanie pojawiło się na Wołyniu, skąd wysyłano listy do polskiego Biura Oddziału w Łodzi. Skutkiem tego zainteresowania było otwarcie biura przy ul. Piekarskiej we Lwowie, które nadzorowało działalność tamtejszych głosicieli. Z Galicji i Wołynia zaczęły napływać do niego zamówienia na literaturę biblijną. W latach 20. i na początku lat 30. XX wieku na tym terenie działalność prowadził Ludwik Kinicki. W 1927 roku w Użhorodzie otwarto pierwszy skład literatury, który funkcjonował do 1931 roku. W roku 1928 nadzór nad zborami na Rusi Podkarpackiej, należącej wówczas do Czechosłowacji, powierzono niemieckiemu Biuru Oddziału w Magdeburgu. Od roku 1930 działalnością głosicieli na Zakarpaciu kierowało biuro w Berehowie koło Użhorodu. Jego nadzorcą został Wojtech Czechi. Literaturę biblijną rozpowszechniano w językach rumuńskim, węgierskim, polskim i ukraińskim.
Pierwszą w regionie konwencję Badaczy Pisma Świętego zorganizowano w maju 1926 roku, we wsi Wełyki Łuczky. Uczestniczyło w niej 150 osób, a 20 osób ochrzczono. Rok później w parku miejskim zorganizowano zgromadzenie pod gołym niebem w miejscowości Użhorod. Uczestniczyło w nim około 200 osób. Podobne zjazdy organizowano również w innych miastach Zakarpacia. W roku 1928 przeprowadzono pierwszy kongres we Lwowie, a później także w Galicji i na Wołyniu.
W 1927 roku w miejscowości Kałyniwka na wschodzie Ukrainy powstała grupa Badaczy Pisma Świętego. W rezultacie na Pamiątkę do Kałyniwki przybyło 18 osób. W sąsiedniej Jepifaniwce zgromadziło się 11 osób, a w Lubymiwśkym Poście – 30. W roku 1928 do Związku Radzieckiego w celu legalizacji działalności przybył George Young. Choć nie udało się zalegalizować działalności, to w Charkowie na wschodzie Ukrainy zorganizował on trzydniowe zgromadzenie, na które przybyli miejscowi głosiciele. Z jego relacji wynika, że grupy głosicieli istniały w tym czasie również w Kijowie i w Odessie.
Po wyjeździe George’a Younga do reprezentowania Badaczy Pisma Świętego zarówno na terenie Ukrainy, jak i na pozostałym obszarze Związku Radzieckiego wyznaczono Danyjiła Staruchina z Ukrainy. Próbował on zarejestrować miejscowy zbór oraz uzyskać oficjalne zezwolenie na druk literatury biblijnej na terenie Ukrainy, lecz nie otrzymał zgody. Organizował też działalność Badaczy Pisma Świętego na Ukrainie i w Rosji. W tym celu odwiedził Moskwę, Kursk, Woroneż i inne miasta.
W 1932 roku w zakarpackiej miejscowości Dibrowa otwarto salę zebrań. Wkrótce w pobliżu powstały dwie inne sale zborowe, w Sołotwyno i w Białej Cerkwi.
Na początku 1932 roku duże zgromadzenie z udziałem około 500 osób zorganizowano w miejscowości Sołotwyno. Odbyło się ono na parceli sali, w której zbierali się Świadkowie Jehowy. Uczestniczyli w nim mówcy z Niemiec i Węgier. w tym samym roku kongresy odbyły się też w miejscowościach Dolina oraz Rożniatów. W roku 1937 na zorganizowany kongres międzynarodowy w Pradze wynajęto specjalny pociąg, który ruszył z Sołotwyna, zatrzymując się na wszystkich stacjach, żeby zabrać delegatów. Na każdym wagonie widniał napis: Konwencja Świadków Jehowy w Pradze. Przyczyniło się to do wzrostu zainteresowania Świadkami Jehowy.

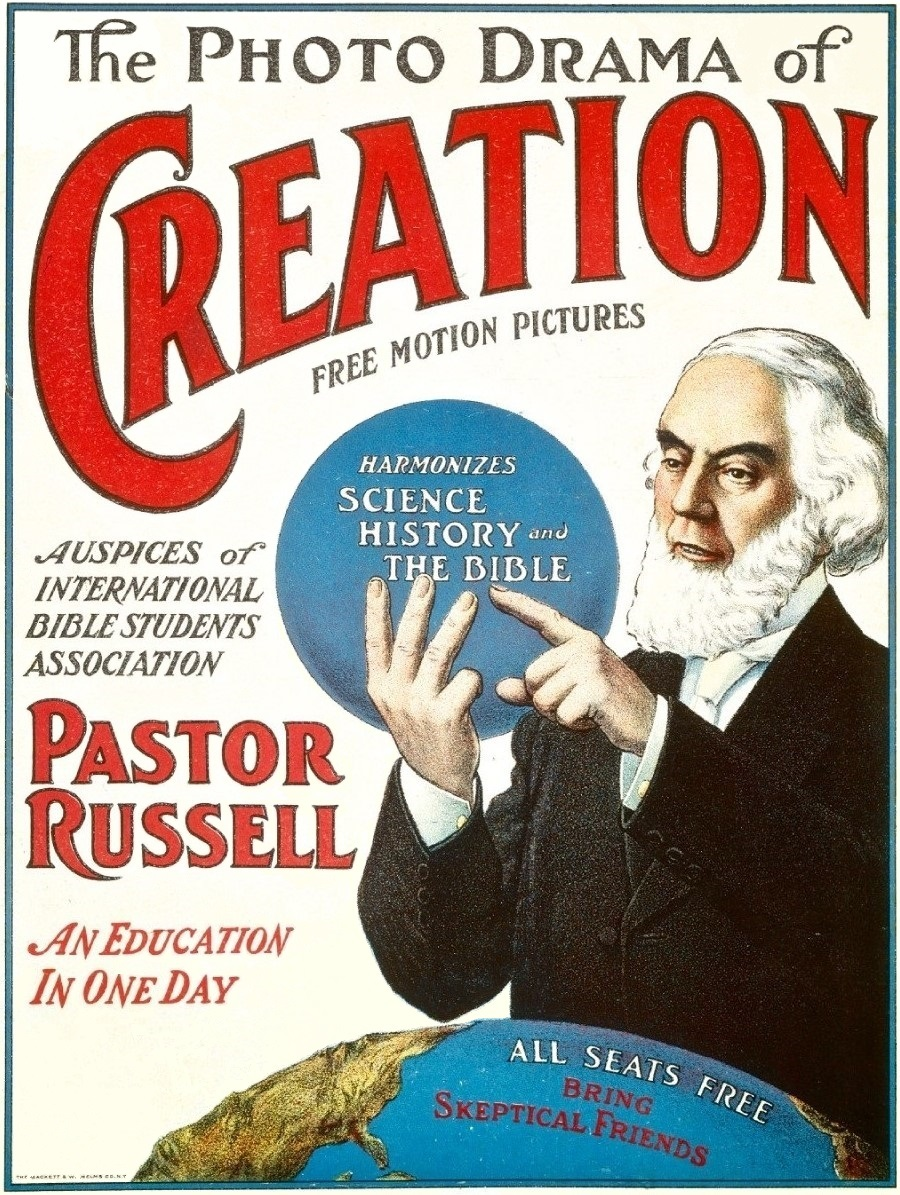
W latach 30. XX wieku rozpoczęto wyświetlanie Fotodramy stworzenia na Rusi Podkarpackiej

W latach 30. XX wieku na Rusi Podkarpackiej wyświetlano Fotodramę stworzenia. W prezentowaniu „Fotodramy” pomagał przysłany z niemieckiego Biura Oddziału Erich Frost. Głosicieli z terenów Związku Radzieckiego wtrącano na wiele lat do więzień. Wysokie wyroki za działalność religijną otrzymali m.in. rodzina Trumpich, Hauserowie, Danyjił Staruchin, Andrij Sawenko i Szapowałowa. Pod koniec sierpnia 1939 roku kongres odbył się w miejscowości Narajów. Uczestniczyło w nim 350 osób, a 8 przyjęło chrzest. W 1939 roku na terenach należących wówczas do Polski około połowa z 1100 głosicieli miała korzenie ukraińskie.

### Okres II wojny światowej
W wyniku wybuchu II wojny światowej zmieniły się granice, Ruś Podkarpacka od marca 1939 roku należała do Węgier. Wprowadzono zakaz działalności Świadków Jehowy i zamknięto wszystkie Sale Królestwa. W roku 1939 aresztowano większość głosicieli ze wsi Wełykyj Byczkiw i Kobyłećka Polana. Z kolei na Wołyń i Galicję wkroczyła Armia Czerwona. Głosiciele na tym terenie zostali odcięci od Biura Oddziału w Łodzi. Podczas II wojny światowej rozpoczęto prowadzenie działalności w podziemiu. Tworzono małe grupki głosicieli zwane kółkami i kontynuowano działalność kaznodziejską zachowując najwyższą ostrożność.
W trakcie okupacji niemieckiej Świadków Jehowy dotknęły represje, w tym również ze strony duchownych. Wielu głosicieli na skutek denuncjacji straciło życie. Równocześnie w zborach pomagano sobie nawzajem na przykład z narażeniem życia ukrywając przez cały okres okupacji współwyznawców pochodzenia żydowskiego. W trakcie II wojny światowej gdy na zachodniej Ukrainie utracono łączność z resztą organizacji różnie rozumiano wydarzenia światowe co było powodem utrzymujących się przez pewien czas nieporozumień pomiędzy członkami zborów.
Spośród Ukraińców osadzonych w niemieckich obozach koncentracyjnych niektóre osoby właśnie tam zostały Świadkami Jehowy. Pod koniec 1944 roku gdy Armia Czerwona powtórnie zajęła zachodnią Ukrainę ogłoszono powszechną mobilizację. W tym czasie ukraińskie ugrupowania partyzanckie walczące zarówno z wojskami niemieckimi, jak i radzieckimi na zachodzie Ukrainy wywierały presję na ludność by wstępowała w szeregi partyzanckie. Ze względu na neutralną postawę wobec wszystkich stron konfliktu niektórzy stracili życie. Osoby, które odmawiały służby w jednostkach wojskowych trafiały do radzieckich więzień, gdzie ze względu na panujący głód wielu umierało m.in. śmiercią głodową.
Świadkowie Jehowy odmawiali udziału w zbrodniach podczas rzezi wołyńskiej (np. w 1943 roku w Kałusowie). W 1943 roku upowcy zamordowali w okolicy wsi Kąty/Kuty 16 Świadków Jehowy, głównie dzieci.
W 1944 roku ponad 1000 głosicieli wywieziono do łagrów w głąb azjatyckiej części Związku Radzieckiego. Pod koniec II wojny światowej działalność Świadków Jehowy na Ukrainie nadzorował Pawło Ziatek. Do pomocy przydzielono mu Stanisława Buraka i Petra Tokara. Mieszkali oni we Lwowie i zajmowali się powielaniem publikacji biblijnych przemycanych z Polski. Następnie docierały one do wszystkich części Związku Radzieckiego.

### Okres powojenny
Po zakończeniu wojny dla Świadków Jehowy nastąpiła chwilowa ulga. W zborach nastąpił znaczący wzrost. Na przykład pod koniec roku 1945 w Biłej Cerkwie na Zakarpaciu w rzece Cisie ochrzczono 51 osób, a miejscowy zbór liczył 150 głosicieli. Jednak na skutek waśni narodowych pomiędzy Polakami a Ukraińcami mieszkającymi na pograniczu dochodziło do masowych rzezi, w których zginęła też pewna liczba Świadków Jehowy. Sytuacja ta spowodowała decyzję o przesiedleniu 800 tysięcy Polaków z zachodniej Ukrainy do Polski oraz 500 tysięcy Ukraińców z kresów Polski na Ukrainę. Wśród repatriantów było też sporo Świadków Jehowy, a w niektórych wypadkach przesiedlano całe zbory, co przyczyniło się do wzrostu liczby Świadków Jehowy na Ukrainie. W 1946 roku w uroczystości Wieczerzy Pańskiej na zachodzie Ukrainy uczestniczyło 5218 osób.
Pod koniec 1945 roku Pawło Ziatek został aresztowany i skazany na dziesięć lat więzienia. Po nim obowiązki sługi kraju przejął Stanisław Burak. W 1947 roku na skutek podstępu służbom bezpieczeństwa udało się zdobyć adresy blisko 30 głosicieli, w tym również adres Stanisława Buraka. Osoby te zostały aresztowane i osadzone w zakładzie karnym w Kijowie. Było to pierwsze masowe aresztowanie. Stanisław Burak wkrótce zmarł w więzieniu. Przed aresztowaniem zdołał jednak skontaktować się ze sługą okręgu, Mykołą Cybą z Wołynia i przekazać mu nadzór nad działalnością Świadków Jehowy na Ukrainie oraz na całym obszarze Związku Radzieckiego.
W latach 1947–1951 ponownie wybuchła fala prześladowań. Zatrzymano wielu Świadków Jehowy odpowiedzialnych za działalność religijną. Powodem był drukowanie publikacji, odmowa pełnienia służby wojskowej, odmowa udziału w wyborach lub też brak zgody na przynależność dzieci do organizacji pionierskich czy Komsomołu. W niektórych wypadkach powodem aresztowania była sama przynależność do Świadków Jehowy. Organizowano pokazowe procesy sądowe, na których często wykorzystywano fałszywe zeznania, składane zwykle przez zastraszonych lub przekupionych przez funkcjonariuszy służby bezpieczeństwa sąsiadów i znajomych oskarżonych. Władze uważały publikacje Świadków Jehowy za antyradzieckie. Głosicieli fałszywie oskarżano o burzenie ładu społecznego. W trakcie pokazowych procesów wiele osób skazano na karę śmierci, jednak wyroki te zamieniano na 25 lat robót w łagrach. Na kary 25 lat łagrów karano zarówno mężczyzn, jak i kobiety. Ich rodziny pozostający na wolności konspiracyjnie przekazywały im publikacje schowane w wysyłanych przetworach spożywczych.
W niektórych miejscowościach Świadkom Jehowy zabraniano wieszania zasłon w oknach, by obserwować, czym się zajmują. Mimo takich przeszkód wynajdowano sposoby na czytanie literatury biblijnej oraz organizowanie zebrań religijnych. Mimo trudnej sytuacji na Ukrainie w 1947 roku udzielono pomocy humanitarnej współwyznawcom w Mołdawii, gdzie panował dotkliwy głód. Ponadto głosiciele mieszkający w zachodniej Ukrainie przyjęli do swoich domów pewną liczbę głosicieli z Mołdawii.
W 1949 roku trzej starsi zboru z Wołynia, Mykoła Piatocha, Ilja Babijczuk i Mychajło Czumak, podjęło próbę legalizacji działalności Świadków Jehowy. Gdy pierwsze pismo pozostało bez odpowiedzi, napisano drugi list. Czumaka wkrótce aresztowano, więc po odpowiedź do Moskwy udali się Piatocha i Babijczuk, władze jednak ponownie odmówiły rejestracji wyznania. Świadkom postawiono warunki dostarczenia listy wszystkich Świadków Jehowy mieszkających na terenie całego ZSRR, podjęcia służby wojskowej oraz zaangażowania w proradziecką działalność polityczną. Po powrocie do domu tę samą prośbę dotyczącą rejestracji działalności na terenie Ukraińskiej SRR przedstawiono władzom republiki w Kijowie. Odpowiedź również była odmowna, a wkrótce potem również Piatocha i Babijczuk zostali aresztowani, osądzeni i skazani na 25 lat łagrów.

### Operacja Północ
W latach 1947–1950 aresztowano około 1000 Świadków Jehowy, jednak mimo tego ich liczba stale rosła. Aby zatrzymać ten wzrost, zaplanowano, by wszystkich pozostałych głosicieli zesłać na Syberię.
W Ukraińskiej SRR operacja Północ miała miejsce w 370 osadach. W 1949 roku Minister Bezpieczeństwa Państwowego Ukraińskiej SRR przesłał do Moskwy raport o liczbie 8149 zidentyfikowanych Świadków Jehowy. Ustalono, że Świadkowie Jehowy mieszkali w 10 rejonach obwodu lwowskiego, 24 rejonach obwodu stanisławowskiego, 19 rejonach obwodu tarnopolskiego, 17 rejonach obwodu drohobyckiego, 6 rejonach obwodu wołyńskiego, 8 rejonach obwodu rówieńskiego, 5 rejonach obwodu czerniowieckiego i w 11 obwodach Zakarpacia.
W niedzielę w nocy, 8 kwietnia 1951 roku z zachodniej Ukrainy w ramach Operacji Północ wywieziono na Syberię 6308 Świadków Jehowy (często całe rodziny). Wiadomo, że oprócz terenów wiejskich akcja odbyła się też w ośrodkach regionalnych, np. 10 rodzin zostało wysiedlonych z Tarnopola, a także ze Lwowa i miasta Iwano-Frankowsk. Według szacunkowych danych jedna trzecia wywiezionych z USRR pochodziła z Wołynia.
Zsyłano wszystkich, których zastano w domu, bez względu na podeszły wiek czy zły stan zdrowia. Osób, których nie zastano w domu nie próbowano już odszukać, a jeśli usiłowały one połączyć się z wywiezionymi rodzinami nie odpowiadano na ich prośby ani nie informowano o miejscu pobytu krewnych. Zesłanie miało być dożywotnie, stąd zakładano, że Świadkowie Jehowy już nigdy nie opuszczą miejsca zsyłki. Wielu zesłańcom na miejscu rozdawano siekiery, którymi mieli zbudować schronienie dla siebie i zapewnić warunki egzystencji, a potem wysadzano z pociągu w środku lasu. Według danych z dokumentów z Ukraińskiej SRR wyjechało 9 składów pociągów towarowych po 50 wagonów. Plany polegały na rozładowaniu deportowanych z Ukraińskiej SRR na stacjach Abakan i Reszoty na terytorium Kraju Krasnojarskiego, Tomsk i Asino w obwodzie tomskim, Zima, Tułun, Zalari, Angara i Tajszet w celu przekazania ich do obwodu brackiego i irkuckiego. W samej tylko Ukraińskiej SRR w operacji wzięło udział około 20 tysięcy żołnierzy i 2640 sprzętu.
Władze planowały również deportację Świadków Jehowy z obwodu zakarpackiego. W tym celu sprowadzono puste pociągi towarowe, jednak z nieznanych powodów zamiaru tego nie zrealizowano. 254 rodziny uniknęły deportacji. W czasie zakazu działalności Zakarpacie stanowiło jedno z najważniejszych centrów drukowania i powielania publikacji Świadków Jehowy dla całego Związku Radzieckiego. Świadkowie Jehowy z tego regionu utrzymywali łączność ze współwyznawcami z 54 łagrów rozrzuconych po całym terytorium ZSRR, konspiracyjnie przekazując im publikacje biblijne, skromne datki ze specjalnie utworzonego w zborach funduszu „dobrych nadziei” oraz informacje organizacyjne.
W wyniku tej akcji w niektórych miejscach pozostali Świadkowie Jehowy na jakiś czas utracili kontakt z organizacją. Ponieważ od roku 1951 do połowy lat sześćdziesiątych większość mężczyzn przebywała na zesłaniu lub w więzieniach, w niejednym zborze przewodnictwo musiały objąć kobiety. W tych warunkach Mychajło Dasewicz odszukiwał pojedyncze osoby i tworzył z nich grupy oraz zbory. Zebrania sług zborowych urządzano nocami na cmentarzach co ze względu na zabobonny strach przed zmarłymi większości ludności powodowało względne bezpieczeństwo. Po masowych zsyłkach 1951 roku sługa kraju Mykoła Cyba dalej potajemnie drukował w konspiracji publikacje biblijne. Gdy w następnym roku jego kryjówkę wykryły służby bezpieczeństwa został aresztowany i uwięziony. Zmarł w 1978 roku.
Ponieważ kontakt ze współwyznawcami z zagranicy został przerwany nie otrzymywano nowej literatury. Udało się jednak sprowadzić rumuńskie wydania „Strażnicy” z lat 1945–1949, które następnie przetłumaczono na język ukraiński i rosyjski.
Po śmierci Józefa Stalina sytuacja Świadków Jehowy nieco się poprawiła. W roku 1953 ogłoszono amnestię. Cześć osadzonych wyszła na wolność a innym zmniejszono wyroki. W ciągu kilku następnych lat zwolniono z więzień większość uwięzionych Świadków Jehowy. Jednak amnestia nie dotyczyła osób zesłanych w roku 1951 w ramach Operacji Północ. Osoby które opuszczały więzienia nawiązywały kontakt ze zborami. Wkrótce jednak za prowadzenie działalności kaznodziejskiej były ponownie osadzane w więzieniach na długie lata. Jurij Kopos, który Świadkiem Jehowy został w roku 1938, w różnych więzieniach i na zesłaniu spędził łącznie 32 lata.

### Próba rozbicia Świadków Jehowy
W roku 1956 po odbyciu kary 10 lat więzienia Pawło Ziatek wyszedł na wolność. W następnym roku ponownie zaczął usługiwać jako sługa kraju. W Komitecie Kraju, który nadzorował działalność na terenie całego Związku Radzieckiego usługiwało również ośmiu innych starszych: czterech z Syberii i czterech z Ukrainy (m.in. w latach 1955–1957 Nikołaj Dubowiński wcześniej zajmujący się powielaniem literatury). Ze względu na olbrzymie odległości oraz ciągłą inwigilację ze strony służby bezpieczeństwa nie organizowano regularnych spotkań komitetu ani nie utrzymywano ścisłych kontaktów. W tej sytuacji służba bezpieczeństwa na różne sposoby siała wątpliwości dotyczące lojalności osób usługujących w Komitecie Kraju oraz próbowała wywoływać różne nieporozumienia pomiędzy członkami Komitetu by doprowadzić do rozłamu wewnątrz organizacji Świadków Jehowy.
W tym czasie o Pawle Ziatku oraz o innych członkach Komitetu Kraju służba bezpieczeństwa zaczęła rozpuszczać wśród głosicieli fałszywe pogłoski. Miał współpracować z aparatem bezpieczeństwa, sprzeniewierzyć zgromadzone fundusze na działalność kaznodziejską by wybudować sobie okazałą willę, a także miał być widywany w mundurze wojskowym. Pogłoski te spisano w formie broszury i rozpowszechniano pomiędzy zborami. Broszura ta dotarła również na Syberię i trafiła do nadzorców okręgów i obwodów. W rezultacie w marcu 1959 roku niektórzy nadzorcy obwodów na Syberii samowolnie zaprzestali wysyłać sprawozdania do Komitetu Kraju. Zapoczątkowało to okres rozłamu wewnątrz organizacji Świadków Jehowy w Związku Radzieckim. Odłączone grupy powołały swój własny „komitet kraju”. Po kilku wizytach Pawło Ziatka na Syberii niektóre obwody ponownie zaczęły nadsyłać sprawozdania do Komitetu Kraju.
1 stycznia 1961 roku aresztowano Pawło Ziatka w pociągu, gdy wracał z jednej z wypraw na Syberię. Ponownie został skazany na dziesięć lat łagrów, które miał odbywać w obozie w Mordwie. Władze postanowiły definitywnie rozbić Świadków Jehowy. W tym celu zgromadzono tam około 100 kobiet i ponad 400 mężczyzn. Pomysł ten miał też na celu odseparowanie Świadków Jehowy, gdyż w obozach, pod wpływem postawy Świadków Jehowy wiele osób się do nich przyłączało. W grupie uwięzionych znaleźli się zarówno członkowie Komitetu Kraju, jak też nadzorcy obwodów i okręgów z grupy odłączonej od społeczności pod wpływem fałszywych pogłosek rozpowszechnianych przez służbę bezpieczeństwa. Gdy jednak zobaczyli Pawło Ziatka uwięzionego wraz z innymi więźniami, zrozumieli, że posądzanie go o współpracę z aparatem bezpieczeństwa było częścią planu rozbicia jedności Świadków Jehowy.
W roku 1961 nadzór nad działalnością w Związku Radzieckim powierzono Iwanowi Paszkowskiemu. Spotkał się on ze starszymi nadzorującymi działalność w Polsce, przedstawił sytuację dotyczącą odłączenia części zborów i poprosił by Nathan H. Knorr z Biura Głównego napisał list do głosicieli w Związku Radzieckim. W roku 1962 Paszkowski otrzymał kopię listu z 18 maja 1962 roku, w którym Nathan H. Knorr zapewnił, że Pawło Ziatek oraz jego współpracownicy w dalszym ciągu są odpowiedzialnymi chrześcijańskimi nadzorcami wyznaczonymi do kierowania działalnością w Związku Radzieckim. Zarówno ten list, jak też wspólny pobyt w łagrze w Mordwie przyczyniły się do odzyskania jedności w zborach.
KGB nie rezygnowała ze swojego zamiaru podzielenia Świadków Jehowy i przygotowała spreparowany list rzekomo napisany przez Nathana H. Knorra, który miał w nim popierać koncepcję utworzenia odrębnej organizacji Świadków Jehowy. List ten krążył po całym Związku Radzieckim. Przesłano go więc do Biura Głównego skąd w 1971 roku nadeszła odpowiedź, że rzekomy list został sfałszowany. Jednocześnie N.H. Knorr wskazał, że jest tylko jeden kanał łączności ze zborami poprzez zamianowanych nadzorców i zachęcił odłączone grupy do jedności. Do tego czasu większość odłączonych głosicieli powróciła do zborów.

### Zmiana sytuacji Świadków Jehowy
W 1963 roku Komitet Kraju posyłał regularne sprawozdania do Biura Głównego. W tym czasie literatura religijna była dostarczana na Ukrainę w postaci mikrofilmów. Pozwalało to na konspiracyjny druk pojedynczych artykułów i całych czasopism w tajnych drukarniach. Kontakty ze współwyznawcami z Ukrainy, nadzorującymi działalność w całym Związku Radzieckim utrzymywali polscy Świadkowie Jehowy. Korespondencję przesyłano dzięki kolejarzom jeżdżącym na trasie z Przemyśla do Lwowa. Ta działalność nosiła kryptonim „Erika”. Związek Radziecki był podzielony na 14 obwodów, z których 4 znajdowały się na terenie Ukrainy. Z czasem wraz ze wzrostem liczby głosicieli na Ukrainie utworzono 7 okręgów.

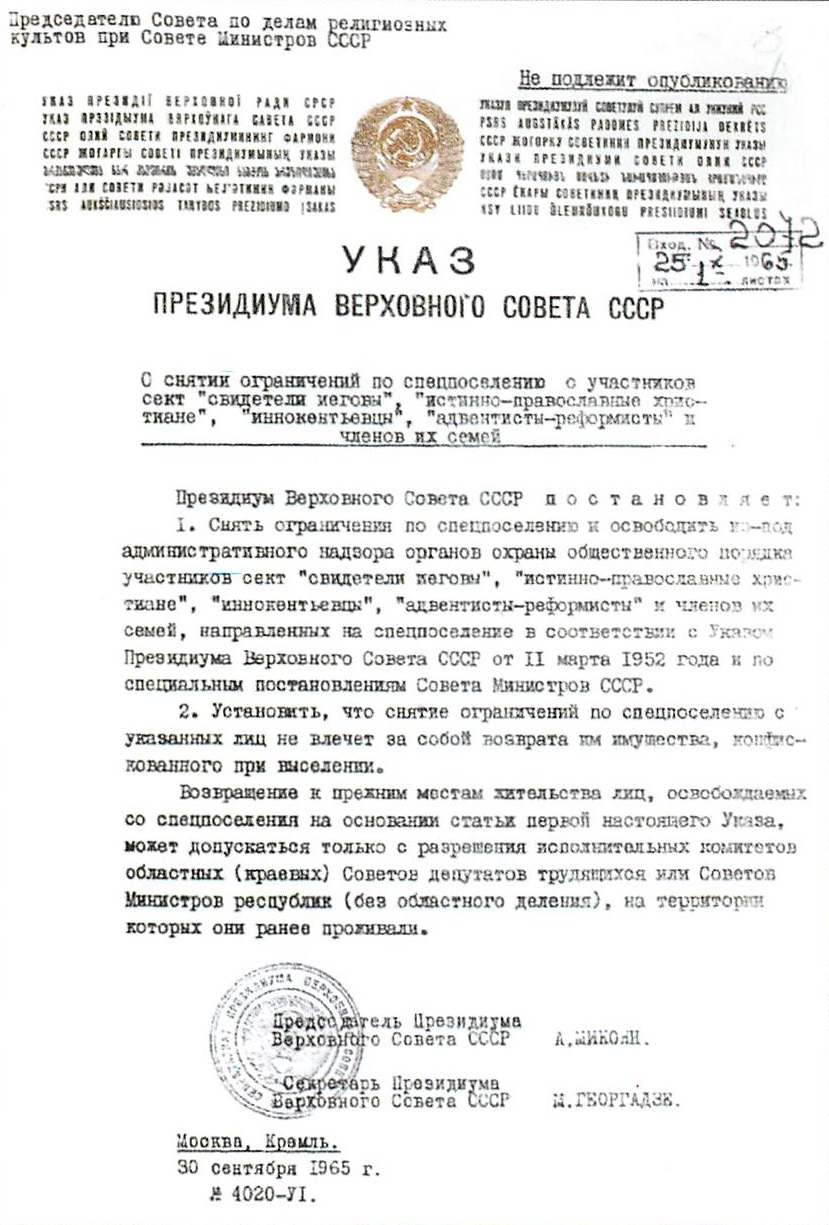
Dekret Prezydium Rady Ministrów ZSRR z 30 września 1965 roku, anulujący specjalne rozwiązania – ograniczenia dla deportowanych Świadków Jehowy

W czerwcu 1965 roku ukraiński Sąd Najwyższy uznał, że publikacje Świadków Jehowy mają charakter religijny i nie mają podłoża antyradzieckiego. Wyrok ten wpłynął na zaniechanie aresztowań za czytanie literatury biblijnej, dalej jednak karano więzieniem za prowadzenie działalności kaznodziejskiej. We wrześniu 1965 roku rządowa amnestia objęła osoby wywiezione na Syberię w 1951 roku. Mogli oni osiedlać się w różnych miejscach Związku Radzieckiego jednak nie pozwolono im powrócić do wcześniejszych miejsc zamieszkania. Najczęściej osiedlali się w Kazachstanie, w Kirgistanie, w Gruzji i na Przedkaukaziu. Spora grupa osób wywiezionych w ramach Operacji Północ zamieszkała na wschodzie i na południu Ukrainy. Ciężkie prześladowania trwały aż do początków lat 80. XX wieku.
W 1971 roku sługą kraju został Mychajło Dasewicz. W Komitecie Kraju usługiwało sześciu starszych: trzech z zachodniej Ukrainy, dwóch z Rosji i jeden z Kazachstanu. Każdy z nich był równocześnie nadzorcą podróżującym, choć musiał pracować na utrzymanie rodziny. Ukraińskimi członkami Komitetu Kraju byli: Stepan Kożemba, który odwiedzał zbory na Zakarpaciu, Ołeksij Dawydiuk, który odpowiadał za pozostałą część zachodniej Ukrainy oraz Estonię, Litwę i Łotwę, oraz Mychajło Dasewicz, który opiekował się wschodnią Ukrainą, zachodnią i centralną częścią Rosji, Przedkaukaziem i Mołdawią. Członkowie Komitetu Kraju regularnie urządzali spotkania z nadzorcami obwodów i okręgów, udzielali zachęt miejscowym głosicielom oraz zbierali sprawozdania ze służby kaznodziejskiej. Do ich zadań należały też spotkania z kurierami, którzy przyjeżdżali z zagranicy jako turyści, przywożąc literaturę biblijną oraz pocztę. Od końca lat 60. do roku 1991, gdy w Rosji zapanowała wolność religijna nieprzerwanie utrzymywano kontakt z Biurem Głównym. Miejscowi Świadkowie Jehowy w systemie komunikacji, nie tylko kodowali wewnętrzne dane statystyczne, dotyczące działalności, ale i w listownej korespondencji szyfrowali istotne informacje, stosując zamienne określania. Na przykład „kołchoz” zastępował „wspólnotę wiary”, a „biały chleb” – „literaturę religijną”.
Po śmierci Leonida Breżniewa w latach 1982–1984 nastąpiła kolejna fala represji wobec Świadków Jehowy, zastosowana przez miejscowe władze. Ten okres prześladowań nie został wszczęty przez nowe kierownictwo polityczne Związku Radzieckiego, lecz była to oddolna inicjatywa miejscowych władz w niektórych częściach Ukrainy, które chciały wykazać się inicjatywą i dowieść swego entuzjazmu dla reform nowych władz. Represje te dotknęły przede wszystkich osoby sprawujące nadzór w zborach, w przeciwieństwie do poprzednich, które dotyczyły wszystkich Świadków Jehowy bez wyjątku.
W latach 1983–1984 na terenie wschodniej Ukrainy przeprowadzono kilka zbiorowych procesów sądowych. Powodem skazania było posiadanie literatury biblijnej bądź działalność kaznodziejska. Oskarżonym wymierzono kary od czterech do pięciu lat więzienia. W drugiej połowie lat 80. sprzeciw wobec Świadków Jehowy na Ukrainie zelżał. Zbory wzrastały liczebnie, przybywało też publikacji biblijnych. Niektórzy głosiciele odwiedzali krewnych za granicą i przywozili stamtąd oficjalnie wydane książki i czasopisma. W roku 1987 zaczęto zwalniać Świadków Jehowy z więzień.
W 1988 roku grupa wyznawców dostała pozwolenie na wyjazd na zgromadzenie okręgowe pod hasłem „Sprawiedliwość Boża” w Polsce. W roku 1989 na trzy międzynarodowe kongresy pod hasłem „Prawdziwa pobożność” przyjechało do Polski kilka tysięcy delegatów z Ukrainy. Oficjalnym celem wyjazdów były odwiedziny krewnych. W tym samym roku władze zezwoliły na wysyłkę literatury biblijnej na Ukrainę pocztą pod warunkiem, że w jednej paczce nie będzie więcej niż dwa egzemplarze konkretnej publikacji. Odtąd z Biura Oddziału w Niemczech zaczęły regularnie przychodzić paczki z książkami i czasopismami.
W roku 1989 Biuro Główne zaleciło, by Komitet Kraju rozpoczął rozmowy w sprawie legalizacji działalności. W związku z tymi rozmowami ukraińskich współwyznawców odwiedzili Milton G. Henschel i Teodor Jaracz z Ciała Kierowniczego. W roku 1990 na kongres pod hasłem „Czysta mowa” do Warszawy, już oficjalnie przyjechało kilkanaście tysięcy Świadków Jehowy z Ukrainy. Na kongresie tym pierwszy raz po kilkudziesięciu latach spotkało się ponad 100 więźniów obozu w Mordwie. Pod koniec roku 1990 ukraińskie sądy zaczęły rehabilitować Świadków Jehowy i przywracać im odebrane prawa. Komitet Kraju powołał grupę, która prowadziła rozmowy z przedstawicielami rządu dotyczące rejestracji związku wyznaniowego. Nadzór nad tą grupą sprawował Willi Pohl z niemieckiego Biura Oddziału.

### Legalizacja i organizowanie działalności

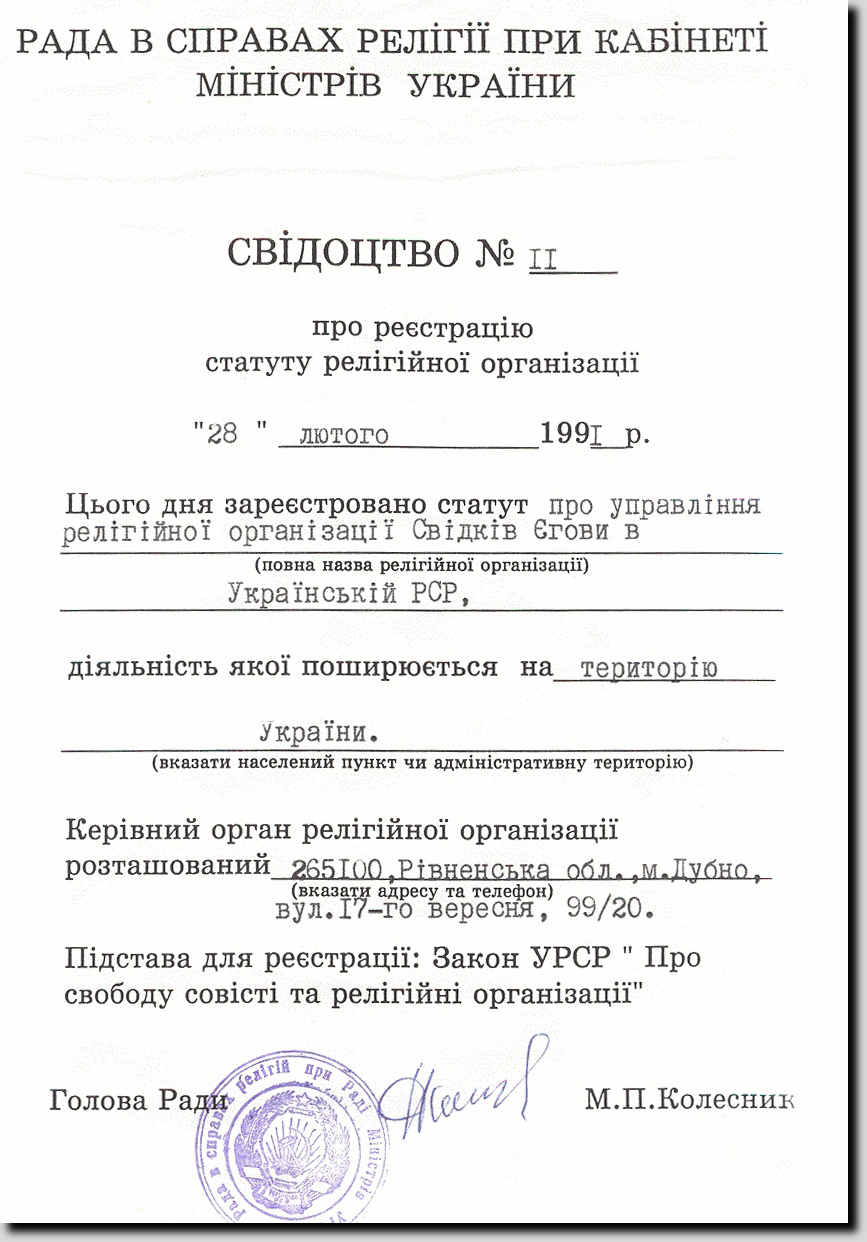
Dokument rejestracji Świadków Jehowy na Ukrainie, 28 lutego 1991

28 lutego 1991 roku wyznanie Świadków Jehowy zostało oficjalnie zarejestrowane na Ukrainie, stając się pierwszym związkiem wyznaniowym, który w ZSRR uzyskał taki status. Rejestracja nastąpiła jeszcze przed rozpadem ZSRR i przed uzyskaniem przez Ukrainę niepodległości. Miesiąc później, 27 marca 1991, Świadkowie Jehowy zostali zarejestrowani na terenie całego Związku Radzieckiego. W tym samym roku na Ukrainie zanotowano 25 448 głosicieli należących do 258 zborów (na pozostałym obszarze byłego Związku Radzieckiego było wówczas około 20 tysięcy głosicieli, którzy zapoznali się z wierzeniami Świadków Jehowy głównie dzięki działalności ukraińskich głosicieli).
17 kwietnia 1991 roku na Ukrainę dotarł pierwszy transport literatury biblijnej z drukarni Świadków Jehowy w Niemczech. We Lwowie urządzono mały skład, skąd literatura biblijna ciężarówkami, pociągami, czy nawet samolotami była wysyłana do zborów na Ukrainie, w Rosji, w Kazachstanie i w innych państwach byłego Związku Radzieckiego. Komitet Kraju nadzorujący działalność we wszystkich krajach byłego Związku Radzieckiego działał do 1993 roku. Wówczas utworzono dwa oddzielne komitety – jeden nadzorował działalność na Ukrainie, drugi w Rosji i w pozostałych 13 byłych republikach radzieckich. Ukraiński Komitet Kraju, w skład którego dotąd wchodzili Mychajło Dasewicz, Ołeksij Dawydiuk, Stepan Kożemba i Ananij Hrohul powiększyli trzej inni starsi: Stepan Hlinski, Stepan Mykewicz i Roman Jurkewicz. Zorganizowano też większy zespół tłumaczy na język ukraiński, który od 1991 pracował w Biurze Oddziału w Niemczech, a w roku 1998 przeprowadził się do Biura Oddziału w Polsce.
W 1992 roku w celu zorganizowania działalności na Ukrainie przysłano starszych z oddziału w Niemczech. Do sprawowanie nadzoru nad działalnością kaznodziejską skierowano głosicieli z Kanady, Niemiec i Stanów Zjednoczonych. Natomiast by zorganizować działalność zborową oraz pracę w obwodach i okręgach przybyli na Ukrainę polscy absolwenci Kursu Usługiwania. Do tej pracy zaproszono także pary małżeńskie pochodzące z Kanady i Stanów Zjednoczonych oraz starszych z Czech, ze Słowacji, z Węgier i Włoch.
W 1991 roku we wszystkich zborach na Ukrainie wprowadzono teokratyczną szkołę służby kaznodziejskiej. Od roku 1992 starsi oraz słudzy pomocniczy korzystają z Kursu Służby Królestwa. W roku 1996 zapoczątkowano Kurs Służby Pionierskiej, z którego to szkolenia w ciągu pięciu lat skorzystało 7400 pionierów stałych. W roku 1999 rozpoczęto prowadzenie Kursu Usługiwania, a w pierwszym roku skorzystało z niego blisko 100 osób.

### Pierwsze kongresy

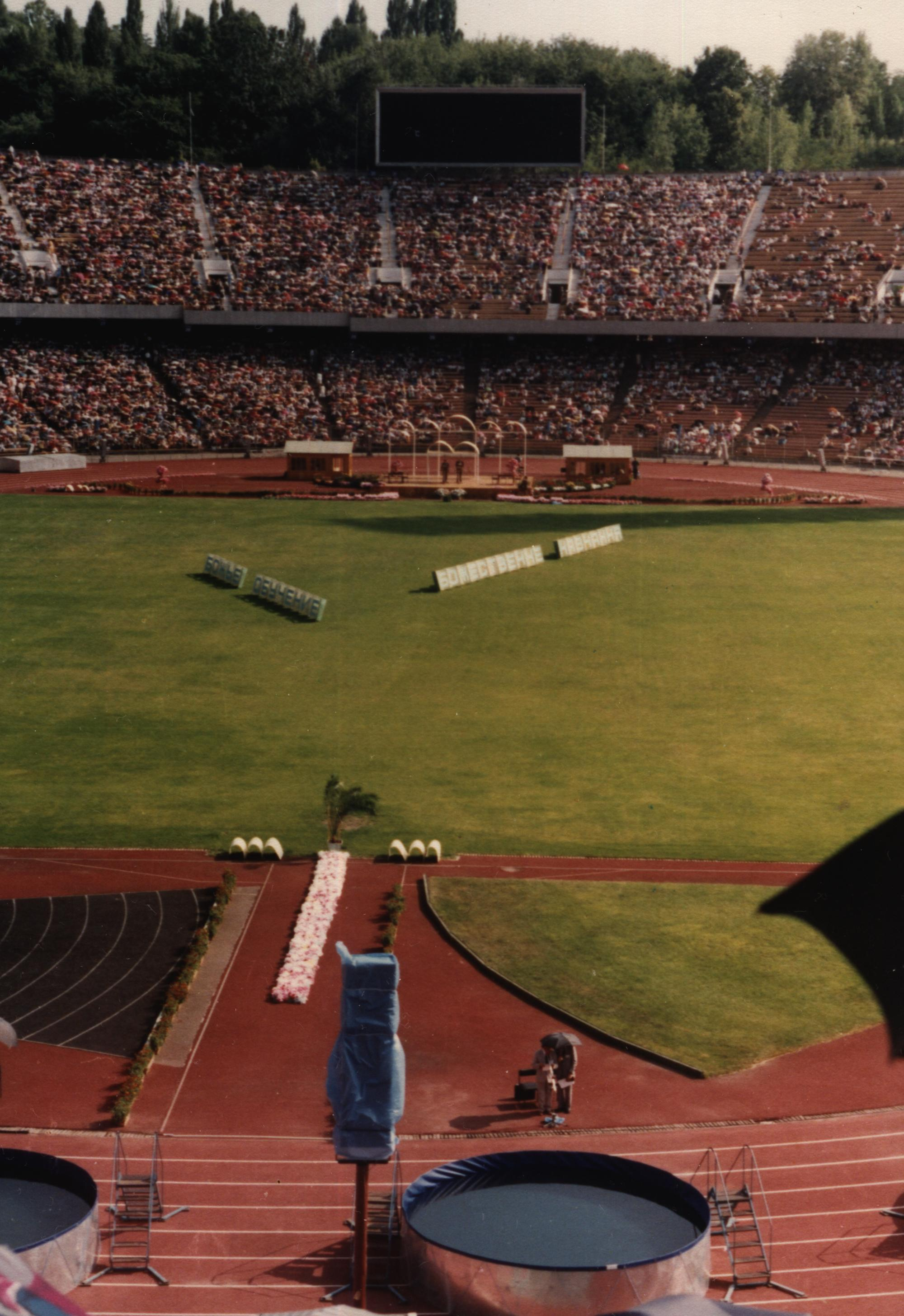
Kongres międzynarodowy pod hasłem „Pouczani przez Boga” w Kijowie w 1993 roku z udziałem 64 714 obecnych

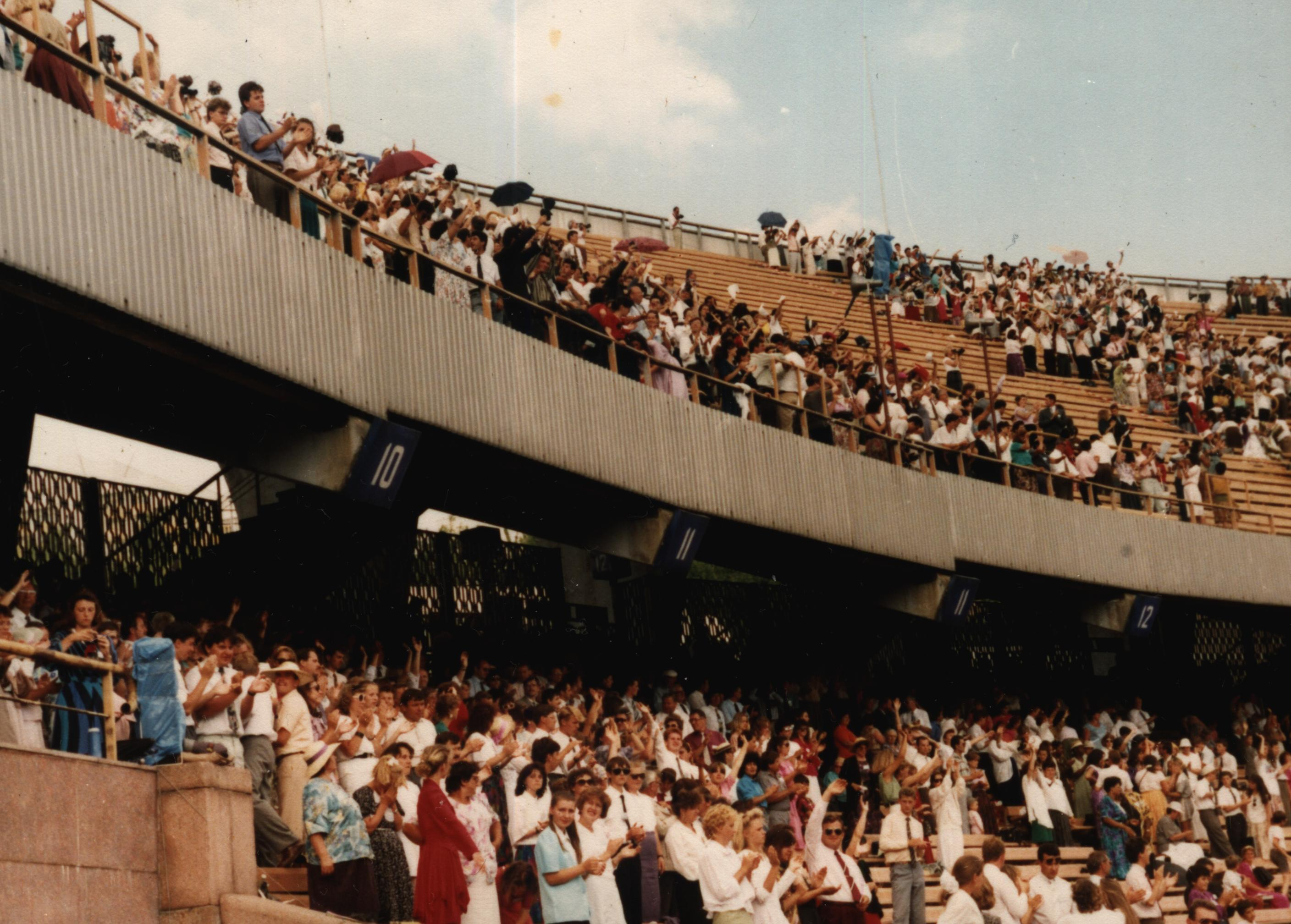
Kongres międzynarodowy pod hasłem „Pouczani przez Boga” w roku 1993 w Kijowie

W sierpniu roku 1991 na niespodziewanych pierwszych kongresach na Ukrainie pod hasłem „Lud miłujący wolność” we Lwowie zebrało się 17 531 osób, a ochrzczono 1316. Pomocą w zorganizowaniu kongresu we Lwowie służyli zaproszeni na Ukrainę starsi zborów z Polski. W Odessie zgromadziło się 12 115 osób, a 1943 zostały ochrzczone. W Kijowie w kongresie uczestniczyło 14 654 osób, a w Czerniowcach – 14 137.
W roku 1991 Ciało Kierownicze zachęciło kilka zachodnioeuropejskich oddziałów do zbiórek żywności i odzieży dla potrzebujących współwyznawców z Europy Wschodniej. Dary w postaci żywności oraz ubrań dotarły do Lwowa z Austrii, Danii, Holandii, Niemiec, Szwajcarii, Szwecji i Włoch. Na przykład w 1992 roku Świadkowie Jehowy z Danii zebrali 64 tony żywności i kilkanaście ton nowej odzieży i obuwia, które wysłano współwyznawcom na Ukrainie. W dniach od 10 do 12 lipca 1992 roku zorganizowano we Lwowie kongres pod hasłem „Nosiciele światła”, w którym uczestniczyło 15 011 osób, a 1326 zostało ochrzczonych. Tydzień później kongres odbył się w Charkowie – uczestniczyło w nim 17 425 osób, a 2577 zostało ochrzczonych.
W sierpniu 1993 roku w Kijowie, odbył się kongres pod hasłem „Pouczani przez Boga”. Był to największy ze wszystkich kongresów, urządzonych dotąd na Ukrainie. Liczba obecnych wyniosła 64 714. Przybyły tysiące delegatów z zagranicy, reprezentując ponad 30 krajów. Punkty programu przedstawiane po angielsku tłumaczono jednocześnie na 16 języków. 7402 osoby zostały ochrzczone – największa liczba ochrzczonych podczas jednego kongresu Świadków Jehowy.
Pod koniec 1998 roku na Zakarpaciu wystąpiła powódź, która zrujnowała 37 domów należących do Świadków Jehowy. Biuro Oddziału we Lwowie od razu skierowało na ten teren ciężarówkę z żywnością, wodą, mydłem, a także łóżkami i kocami. Świadkowie Jehowy z Czech, Polski, Słowacji i z Węgier wysyłali żywność oraz materiały budowlane do odbudowy zawalonych domów. Część darów rozdzielono wśród powodzian będących sąsiadami Świadków Jehowy. Poszkodowanym Świadkom Jehowy udzielono pomocy w naprawie domów, a także w porządkowaniu podwórek i pól.
W roku 2003 odbył się kolejny kongres międzynarodowy – pod hasłem „Oddajcie chwałę Bogu”. W 2006 roku ponad 6000 delegatów z Ukrainy uczestniczyło w kongresie międzynarodowym pod hasłem „Wyzwolenie jest blisko!” w Chorzowie.

### Biuro Oddziału oraz szkolenia
Do lat 60. w kierowaniu działalnością ukraińskich Świadków Jehowy pomagało polskie Biuro Oddziału. W okresie późniejszym zastąpił je oddział niemiecki. We wrześniu 1998 roku na Ukrainie Komitet Kraju przekształcono w Komitet Oddziału oraz utworzono Biuro Oddziału podlegające już bezpośrednio pod Biuro Główne. W roku 1991 we Lwowie utworzono mały skład literatury. Niedługo później we Lwowie utworzono niewielkie biuro, a w roku następnym zakupiono budynek, który spełniał ten cel. Na początku 1995 roku liczba osób pracujących w nim powiększyła się na tyle, że przeprowadzono kolejną przeprowadzkę – tym razem do kompleksu sześciu Sal Królestwa, z których korzystało 17 lwowskich zborów.
Jeszcze w roku 1992 zaczęto szukać odpowiedniej parceli pod budowę siedziby Biura Oddziału. Na początku roku 1998 znaleziono parcelę położoną w niewielkiej miejscowości Briuchowyczi, znajdującej się pięć kilometrów na północny zachód od Lwowa. We wrześniu roku 1998 rozpoczęto budowę siedziby Biura Oddziału na przedmieściach Lwowa. Pod koniec roku na miejsce budowy przybyli pierwsi słudzy międzynarodowi. Projekty przygotowało Regionalne Biura Projektowe w Selters w Niemczech. Na początku stycznia 1999 roku uzyskano od władz oficjalne zezwolenie na budowę. Uczestniczyło w niej 250 ukraińskich ochotników i ponad 250 wolontariuszy z 22 krajów.
Uroczyste otwarcie Biura Oddziału nastąpiło 19 maja 2001 roku. W uroczystości uczestniczyli delegaci z 35 krajów. Z tej okazji następnego dnia członek Ciała Kierowniczego, Teodor Jaracz, wygłosił we Lwowie przemówienie do 30 881 uczestników specjalnego zgromadzenia, a inny członek Ciała Kierowniczego, Gerrit Lösch, przemówił do 41 142 osób zgromadzonych w Kijowie. W 2001 roku w Komitecie Oddziału usługiwali: Stepan Hlinski, Stepan Mykewicz, Andrij Semkowicz, Roman Jurkewicz, John Didur i Jürgen Keck. W 2017 roku w Biurze Oddziału pracowało 150 wolontariuszy.
W 2002 roku ukraińskie Biuro Oddziału powołało specjalny komitet, zajmujący się działalnością kaznodziejską na terenie zakładów karnych. Dzięki temu nawiązano współpracę ze 120 placówkami penitencjarnymi i przydzielono zbory sprawujące nad nimi opiekę duchową. Biuro Oddziału na Ukrainie każdego miesiąca otrzymuje około 50 listów od więźniów pragnących poznawać Biblię.
Od roku 1939, gdy na Zakarpaciu zniszczono kilka funkcjonujących Sal Królestwa, aż do roku 1993 nie było na Ukrainie oficjalnych budynków umożliwiających przeprowadzanie zebrań zborowych. W tym właśnie roku w zakarpackiej miejscowości Dibrowa w ciągu ośmiu miesięcy wzniesiono kompleks czterech Sal Królestwa. Niedługo później na terenie Ukrainy powstało sześć kolejnych Sal. W latach 90. XX wieku zbudowano 110 Sal Królestwa. Ponieważ wciąż były potrzebne kolejne setki takich obiektów, w 2000 roku wdrożono program budowy Sal Królestwa. Pierwszą Salę zbudowaną w ramach tego programu wzniesiono w miejscowości Nadwirna. By nadążyć z budową kolejnych Sal Królestwa, w 2008 roku na Ukrainie działało sześć Brygad Budowniczych Sal Królestwa, funkcjonujących na zasadzie wolontariatu. 24 grudnia 1999 roku w Tiaczewie (obwód zakarpacki) oddano do użytku pierwszą Salę Zgromadzeń na Ukrainie.
W 2012 roku w Biurze Oddziału rozpoczęły się zajęcia Kursu dla Nadzorców Podróżujących i Ich Żon (do września 2014 roku odbyło się jedenaście takich kursów – klas w j. ukraińskim i 12 w j. rumuńskim). 22 czerwca 2014 roku zakończyły się zajęcia dziewiątej klasy Kursu Biblijnego dla Małżeństw na Ukrainie. 14 września 2014 roku na Ukrainie zakończyły się zajęcia 86. klasy Kursu Biblijnego dla Braci. W styczniu 2015 roku rozpoczęła naukę pierwsza klasa Kursu dla Ewangelizatorów Królestwa.
W Biurze Oddziału tłumaczy się literaturę biblijną na język ukraiński, rosyjski język migowy, rusiński (Zakarpacie), kilka języków romani (romani (Ukraina) i lowari (czokeszczi)) i rosyjski język migowy.
Wydaje się też publikacje w ukraińskim alfabecie Braille’a (w tym Biblie).

### Rozwój działalności

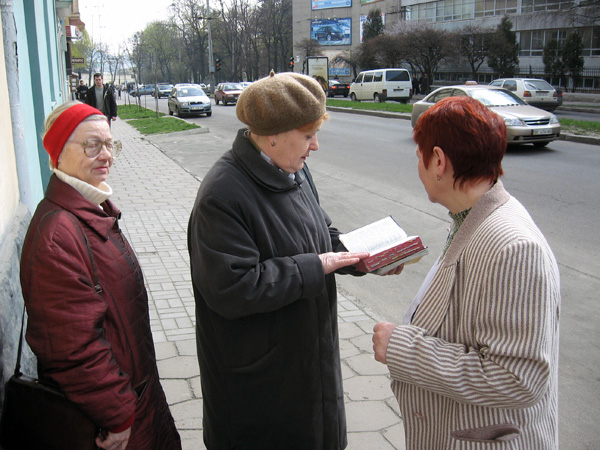
Głoszenie przez Świadków Jehowy na ulicach Lwowa (2007)

Od chwili zarejestrowania działalności liczba Świadków Jehowy na Ukrainie zaczęła szybko rosnąć. Na przykład w Charkowie na początku roku 1991 istniał tylko jeden zbór. Kilka miesięcy później w tym samym roku zbór ten liczył już 670 głosicieli i wkrótce został podzielony na osiem zborów. W 2001 roku działalność w tym mieście prowadziło ponad 40 zborów. W Kijowie w 1993 roku gdy odbywał się kongres międzynarodowy działało 11 zborów. W roku 2001 było ich już ponad 50. Do roku 2000 liczba głosicieli w kraju wzrosła ponad czterokrotnie, znacznie przekraczając 100 tysięcy. We wrześniu 2001 roku liczba głosicieli w kraju wyniosła 120 028 głosicieli należących do 1183 zborów, podzielonych na 39 obwodów. Natomiast w ośmiu rumuńskojęzycznych wsiach na Zakarpaciu było 59 zborów, tworzących trzy obwody.
W 2001 roku, w 50 rocznicę Operacji Północ, stacje telewizyjne w Winnicy, Kerczu, Melitopolu i we Lwowie wyświetliły film Wierni w obliczu prób – Świadkowie Jehowy w Związku Radzieckim, opowiadający o osobach objętych zsyłką w 1951 roku w oczach historyków i naocznych świadków.
W 2003 roku w Charkowie, Doniecku, Kijowie, Lwowie i Symferopolu odbyły się kongresy międzynarodowe pod hasłem „Oddajcie chwałę Bogu”. W 2005 roku wydano Chrześcijańskie Pisma Greckie w Przekładzie Nowego Świata (Nowy Testament) w języku ukraińskim.
W okresie od 2010 roku do maja 2013 roku doszło do 93 aktów wandalizmu i podpaleń Sal Królestwa, a od roku 2008 – ponad 200. Od roku 2008 na Ukrainie odnotowano 64 napaści na Świadków Jehowy będących w trakcie lub tuż po zakończeniu działalności religijnej. Szesnastu z tych napaści dokonali duchowni kościoła prawosławnego. W latach 2012–2013 ataków było dwa razy więcej niż w poprzednich czterech latach.
W okresie od 2008 do 2012 roku milicja nie wniosła zarzutów przeciwko sprawcom w 111 wypadkach wandalizmu. 26 września 2012 roku ukraiński Sąd Najwyższy powstrzymał nielegalną próbę zagarnięcia znacznej części działki, na której znajduje się ukraińskie Biuro Oddziału Świadków Jehowy.
W roku 2014 na Ukrainie wliczając Krym działalność kaznodziejską prowadziło 150 906 głosicieli. 4 lipca 2014 roku na kongresie pod hasłem „Szukajmy najpierw Królestwa Bożego!” we Lwowie ogłoszono wydanie Pisma Świętego w Przekładzie Nowego Świata w języku ukraińskim.
W lipcu 2015 roku delegacja Świadków Jehowy z Ukrainy brała udział w kongresie specjalnym pod hasłem „Naśladujmy Jezusa!” w Sofii w Bułgarii, w czerwcu 2016 roku – w kongresie specjalnym pod hasłem „Lojalnie trwajmy przy Jehowie!” w Helsinkach w Finlandii, w sierpniu 2017 roku w kongresie specjalnym pod hasłem „Nie poddawaj się!” w rumuńskim mieście Kluż-Napoka, a latem 2019 roku w kongresie międzynarodowym pod hasłem „Miłość nigdy nie zawodzi!” w Miami, Toronto i Warszawie.
8 września 2016 roku Sąd Konstytucyjny Ukrainy potwierdził, że urzędnicy państwowi nie mogą ograniczać prawa do organizowania pokojowych zgromadzeń. Sąd unieważnił część ukraińskiej ustawy o wolności sumienia i organizacjach religijnych z 1991 roku, która wymagała od związków religijnych uzyskania oficjalnego „zezwolenia” na zorganizowanie spotkania religijnego w wynajętych obiektach.
W 2016 roku na Zakarpaciu, w rejonie wsi Hłybokyj Potik (Świadkowie Jehowy stanowią około jedną trzecią liczby mieszkańców wsi; jest tam 17 zborów i 8 Sal Królestwa; w 2018 roku 60% mieszkańców było obecnych na Pamiątce), Serednie Wodjane i Nyżnia Apsza (około jedna czwarta liczby mieszkańców), działalność kaznodziejską prowadziło ponad 5400 głosicieli należących do 50 zborów.
W lipcu 2018 roku we Lwowie odbył się kongres specjalny pod hasłem „Bądź odważny!” z udziałem przeszło 3000 zagranicznych delegatów z Białorusi, Czech, Kanady, Mołdawii, Niemiec, Rumunii, Słowacji, Stanów Zjednoczonych i Węgier. Liczba obecnych na stadionie Arena Lwów wyniosła 25 489 osób. Główne punkty programu były transmitowane na 15 innych stadionów i licznych Sal Królestwa w całym kraju. Programu wysłuchało ponad 125 000 osób, a 1420 spośród nich zostało ochrzczonych. W tym samym miesiącu delegacja z Ukrainy brała udział również w kongresie specjalnym w gruzińskim Tbilisi.
W związku z wydaniem Chrześcijańskich Pism Greckich w Przekładzie Nowego Świata w rosyjskim języku migowym, Świadkowie Jehowy na Ukrainie zorganizowali specjalną wystawę biblijną. Prezentowano ją od 7 października 2018 roku do 7 czerwca 2019 roku we Lwowie, Charkowie, Kijowie, Odessie i w Dniprze. 10 października 2018 roku Sąd Najwyższy Ukrainy orzekł, iż Świadkowie Jehowy nie złamali prawa budowlanego przy budowie Sali Królestwa w mieście Tetyjów. Potwierdził też, że prawo do postawienia miejsca wielbienia podlega ochronie na mocy Europejskiej Konwencji Praw Człowieka.
3 września 2019 roku Europejski Trybunał Praw Człowieka (ETPC) wydał orzeczenie korzystne dla Świadków Jehowy na Ukrainie. Trybunał uznał, że rada miejska Krzywego Rogu celowo wstrzymywała wydanie zgody na budowę Sali Królestwa. Zgodnie z orzeczeniem rada miejska musi wypłacić 7000 euro odszkodowania i pokryć koszty sądowe poniesione przez dwa zbory, które są właścicielami działki budowlanej.
12 listopada 2020 roku ETPC wydał korzystne dla Świadków Jehowy orzeczenia w trzech sprawach: „Zagubnia i Tabaczkowa przeciw Ukrainie”, „Migorianu i inni przeciw Ukrainie” oraz „Korniłowa przeciw Ukrainie”. Skargi z 2014 i 2015 roku dotyczyły sytuacji, w których władze nie ścigały karnie sprawców brutalnych ataków na Świadków Jehowy. ETPC uznał, że władze Ukrainy nie chroniły w dostatecznym stopniu ich praw, i przyznał ofiarom odszkodowanie w wysokości 14 700 euro. 17 grudnia 2020 roku ETPC wydał orzeczenie w sprawie „Tretiak przeciw Ukrainie”. Ołeksandr Tretiak został brutalnie pobity przez trzech napastników (w tym policjanta) 26 listopada 2013 roku, gdy wracał do domu ze służby kaznodziejskiej. ETPC uznał, że władze Ukrainy nie przeprowadziły w tej sprawie rzetelnego śledztwa i nakazał wypłacenie mu odszkodowania w wysokości 7500 euro.
8 i 9 kwietnia 2021 roku w Kijowie odbyła się seria konferencji online pt. „Operacja Północ 70 lat później: ważne wnioski płynące z represji wobec wiary”. W pierwszym dniu konferencji udział wzięło czternastu uczonych z sześciu krajów (w tym dr Tomasz Bugaj z Instytutu Nauk o Kulturze Wydziału Humanistycznego Uniwersytetu Śląskiego). Uczeni zwrócili uwagę na podobieństwo między przyczynami Operacji Północ a współczesnym prześladowaniem Świadków Jehowy w Rosji.
W 2021 roku osiągnięto liczbę 129 143 głosicieli, a na uroczystości Wieczerzy Pańskiej zebrało się 264 176 osób.
Na początku 2022 roku wydano Pismo Święte w Przekładzie Nowego Świata w ukraińskim alfabecie Braille’a.
Kongresy regionalne na Ukrainie odbywają się w językach: ukraińskim, rosyjskim, rumuńskim, angielskim, chińskim, węgierskim i w rosyjskim j. migowym. Zbory i grupy na oddaleniu na Ukrainie przeprowadzają zebrania w 20 językach. Publikacje biblijne na Ukrainie rozpowszechnia się w 36 językach. W 2017 roku funkcjonowało 688 Sal Królestwa. W 2018 roku na Ukrainie (bez terytorium Krymu) funkcjonowało ponad 630 Sal Królestwa z 730 audytoriami, 1 Sala Zgromadzeń oraz 11 Sal Królestwa z rozsuwanymi ścianami, 4 biura prawne
i 2 ośrodki szkoleń biblijnych.

### Okres od inwazji Rosji na Ukrainę w 2022 roku
Od 2022 roku w okresie inwazji Rosji na Ukrainę, podobnie jak Świadkowie Jehowy w każdym innym kraju, zachowują neutralność polityczną i odmawiają udziału w wojnie.
Od 24 lutego 2022 roku Świadkowie Jehowy z Polski, ze Słowacji, Rumunii, Mołdawii i Węgier, rozpoczęli organizowanie pomocy dla przeszło 26 000 Świadków Jehowy z Ukrainy, uchodźców w tych krajach – ofiar inwazji.
Do 7 kwietnia 2022 roku do Polski z Ukrainy uciekło co najmniej 11 000 Świadków Jehowy, a do 30 kwietnia już 20 469 (na terenie zborów nadal było zakwaterowanych 7755 uchodźców; w 2023 roku w Polsce mieszkało ich około 5 tysięcy, a pomagało im ponad 900 wolontariuszy).Świadkowie Jehowy w Polsce przygotowali co najmniej 23 000 paczek głównie z żywnością i środkami higieny osobistej. Do 7 czerwca 2022 roku Świadkowie Jehowy z Polski dostarczyli na Ukrainę ponad 200 ton artykułów pierwszej potrzeby, a do końca sierpnia 2022 roku liczba ta wzrosła do ponad pół tysiąca ton. Tylko do końca sierpnia 2022 roku Świadkowie Jehowy w Polsce przygotowali co najmniej 80 000 paczek głównie z żywnością i środkami higieny osobistej. W akcję zaangażowano ponad 3000 wolontariuszy. Zorganizowano również regularne transporty z pomocą humanitarną na Ukrainę. W październiku 2022 roku Świadkowie Jehowy w Niemczech zorganizowali akcję pomocy, dostarczając ponad 24 tony z 36 000 ciepłych ubrań i 6500 par obuwia dla Świadków Jehowy przebywających na szczególnie dotkniętych obszarach Ukrainy. Jesienią 2022 roku z pomocą polskiego Biura Oddziału przewieziono na Ukrainę 105 palet z ponad 26 tonami ubrań, które przekazali współwyznawcy. 2 grudnia 2023 roku, w związku z wizytą w Polsce Geoffreya Jacksona, członka Ciała Kierowniczego w warszawskiej Sali Zgromadzeń odbył się „specjalny program duchowy”. G. Jackson wygłosił przemówienie pt. „Jak możemy umacniać swoją odwagę, natomiast Michael Banks pt. „Czy masz to co niezbędne?”). Program był transmitowany (i tłumaczony na 8 języków) do zborów w Polsce i na Ukrainie (indywidualnie transmisje można było także obejrzeć w serwisie „JW Stream”).
Na Ukrainie utworzono 26 Komitetów Pomocy Doraźnej (KPD). Według niekompletnych danych z 24 stycznia 2023 roku 47 głosicieli zginęło, a 97 zostało rannych. 54 445 głosicieli otrzymało pomoc ze strony KPD w znalezieniu bezpieczniejszych miejsc noclegowych. 590 domów Świadków Jehowy zostało zniszczonych, 645 domów zostało poważnie uszkodzonych, a 1722 nieznacznie. 8 Sal Królestwa zostało zniszczonych, 17 poważnie uszkodzonych, a 76 nieznacznie.
W oblężonym Mariupolu znajdowało się ponad 2500 głosicieli.
Spośród około 4900 głosicieli mieszkających w regionie kijowskim, ponad 3500 uciekło w bezpieczniejsze rejony.
Salę Zgromadzeń w Tiaczowie i około 30 Sal Królestwa na zachodniej Ukrainie, m.in. w obwodach czerniowieckim, iwano-frankowskim, lwowskim i zakarpackim, zaadaptowano na miejsca do przyjmowania uchodźców.
Z powodu działań wojennych na Ukrainie swoje domy musiało opuścić 54 445 Świadków Jehowy. 27 655 z nich w styczniu 2023 roku przebywało w innych krajach i korzystało z pomocy współwyznawców.
Pomimo tej trudnej sytuacji podczas kongresu pod hasłem „Dążmy do pokoju!” na Ukrainie i w krajach, do których udali się ukraińscy uchodźcy, ochrzczono 1113 osób z Ukrainy. Pod koniec 2022 roku na terenach bardziej bezpiecznych, około 100 zborów na Ukrainie otrzymało zgodę na wznowienie zebrań z osobistym udziałem obecnych (wstrzymanych od marca 2020 roku z powodu pandemii COVID-19). W bezpieczniejszych regionach wznowiono również działalność kaznodziejską.
30 kwietnia 2022 roku do wszystkich Sal Królestwa na Ukrainie i w Polsce transmitowano „specjalny program duchowy”, który zorganizowano z myślą o udzieleniu duchowego wsparcia dla Świadków Jehowy na Ukrainie i w Polsce (indywidualnie jego transmisje można było obejrzeć w serwisie „JW Stream”). Odbył się on w języku polskim w Sali Zgromadzeń w Warszawie. Okolicznościowe przemówienie wygłosił członek Ciała Kierowniczego Świadków Jehowy Mark Sanderson. Program był tłumaczony na język ukraiński, rosyjski i polski migowy.
W sierpniu 2022 roku pod nadzorem Komitetu Pomocy Doraźnej oraz Lokalnego Działu Projektowo-Budowlanego rozpoczęto naprawę zniszczonych domów wszędzie tam gdzie jest to bezpieczne. Do grudnia 2022 roku zakończono 37 projektów budowlanych, a kolejnych 48 jest w trakcie realizacji.
W 2024 roku delegacje z Ukrainy brały udział w kongresach specjalnych pod hasłem „Głośmy dobrą nowinę!” w Bułgarii, Stanach Zjednoczonych i Szwajcarii.

### Trudna sytuacja we wschodniej Ukrainie i na Krymie od 2014 roku
W okresie konfliktu we wschodniej Ukrainie w latach 2014–2015 śmierć poniosło siedmioro Świadków Jehowy, a ze strefy działań wojennych uciekło około 7,5 tysiąca głosicieli. Część z nich znalazła schronienie u krewnych i współwyznawców na Ukrainie i w Rosji. Blisko 4 tysiące zostały otoczone opieką przez siedem Komitetów Pomocy Doraźnej powołanych przez ukraińskie Biuro Oddziału. Na terenach objętych walkami przebywało 17,5 tysiąca Świadków Jehowy, o których troszczy się sześć innych Komitetów Pomocy Doraźnej. W ramach akcji niesienia pomocy koordynowana jest pomoc w odbudowie zniszczonych domów i miejsc spotkań Świadków Jehowy. Od sierpnia 2014 do lipca 2015 roku we wschodniej Ukrainie uzbrojone grupy uprowadziły 26 Świadków Jehowy i brutalnie się nad nimi znęcały. W 2016 roku porwania i tortury dotknęły 15 dalszych.
10 i 11 maja 2014 roku, w związku z wizytą na Ukrainie członka Ciała Kierowniczego Stephena Letta, specjalny program z Biura Oddziału został przetłumaczony na 5 języków i był transmitowany do około 1100 Sal Królestwa w całym kraju, dzięki czemu z programu skorzystało 165 000 osób. Identyczny program wygłaszany był przez innego członka Ciała Kierowniczego, Marka Sandersona, i transmitowany do Rosji i na Białoruś.
W 2014 roku odbyło się 40 kongresów regionalnych. Liczba obecnych sięgnęła ponad 165 tysięcy, w tym 7500 na Krymie. W czasie trwającego konfliktu na wschodzie Ukrainy setki Świadków Jehowy zostało ewakuowanych z tamtych terenów – znaleźli schronienie u współwyznawców z innych rejonów. W pierwszej połowie czerwca 2014 roku odbyło się kilka kongresów we wschodniej części kraju, na których obecnych było 5200 osób.
Mimo trwającego konfliktu na wschodzie Ukrainy zorganizowano kongresy regionalne pod hasłem „Szukajmy najpierw Królestwa Bożego!”. W dniach od 4 do 6 lipca 2014 roku we Lwowie na stadionie Arena Lwów odbył się kongres, na którym Anthony Morris (wówczas członek Ciała Kierowniczego), ogłosił wydanie w języku ukraińskim Pisma Świętego w Przekładzie Nowego Świata. Liczba obecnych na tym zgromadzeniu wyniosła 18 336 osób. Ukraińskie Biuro Oddziału zorganizowało transmisję kluczowych punktów programu do 8 miast i 62 innych miejsc położonych w rejonie Doniecka, gdzie trwał konflikt zbrojny. Łączna liczba obecnych w trakcie tego weekendu na Ukrainie wyniosła 82 832 osoby, a 1068 osób ochrzczono. Pierwszy dzień kongresu we Lwowie został przerwany przez alarm bombowy, w wyniku którego ewakuowano obecnych ze stadionu. Gdy okazało się, że był to fałszywy alarm, kongres został wznowiony.
Od czerwca 2014 do listopada 2016 roku 18 Sal Królestwa Świadków Jehowy we wschodniej Ukrainie w obwodach ługańskim i donieckim zostało zajętych przez zbrojne oddziały i przeznaczonych najczęściej na składy amunicji bądź baraki wojskowe. Część z tych obiektów została ograbiona ze znajdującego się w nich sprzętu elektronicznego i zdewastowana. W roku 2016 Świadkowie Jehowy odzyskali sześć Sal Królestwa. Na początku 2018 roku 12 miejsc wielbienia pozostawało w rękach grup zbrojnych wspierających władze lokalne: 7 w obwodzie donieckim (w Doniecku, Telmanowe, Jenakijewem, Kirowskoje i 3 w mieście Gorłówka) oraz 5 w obwodzie ługańskim (w Ługańsku, Ałczewsku, Briance, Perewalsku i Krasnym Łuczu).
14 lutego 2015 roku odbyło się specjalne spotkanie Świadków Jehowy, które zorganizowano z myślą o udzieleniu duchowego wsparcia przeszło 17 tysiącom współwyznawców, mieszkających w strefie działań wojennych we wschodniej części kraju. Dwugodzinny program przedstawiony w Biurze Oddziału Świadków Jehowy we Lwowie był transmitowany do zborów na Ukrainie i retransmitowany do zborów w Rosji i na Białorusi. Program obejrzało 150 841 ukraińskich Świadków Jehowy oraz ich 186 258 współwyznawców na Białorusi i w Rosji, w sumie 337 099 osób.
26 lutego 2015 roku Sąd Apelacyjny obwodu dniepropietrowskiego uznał prawo Świadków Jehowy do podyktowanej sumieniem odmowy pełnienia służby wojskowej podczas mobilizacji, 23 czerwca 2015 roku Wyższy Sąd Specjalistyczny Ukrainy do spraw Cywilnych i Karnych potwierdził, że osoby odmawiające pełnienia służby wojskowej ze względu na sumienie mają prawo ubiegać się o alternatywną służbę cywilną nawet podczas niepokojów społecznych i wojny.
Z powodu konfliktu zbrojnego i działań prawnych wzorowanych na orzeczeniach rosyjskich sądów, od 2014 roku w niektórych rejonach obwodów donieckiego i ługańskiego Świadkowie Jehowy są prześladowani, a ich swobody religijne są ograniczane. W lipcu 2017 roku Sąd Najwyższy Donieckiej Republiki Ludowej umieścił na liście materiałów ekstremistycznych dwa artykuły z dawniejszych wydań czasopism religijnych opublikowanych przez Świadków Jehowy. Nie zostali oni poinformowani o postępowaniu sądowym, dlatego też nie mogli wnieść odwołania od wyroku stwierdzającego natychmiastową wykonalność. W sierpniu 2017 roku prokuratury w Nowoazowsku i Debalcewie, wystosowały do miejscowych Świadków Jehowy ostrzeżenia zakazujące rozprowadzania bez wcześniejszego uzyskania zgody czasopism religijnych „Strażnica” i „Przebudźcie się!”. Później podobne ostrzeżenie wystosowano w mieście Makiejewka. 4 sierpnia 2017 roku z powodu rzekomego zagrożenia bombowego specjalne jednostki antyterrorystyczne w asyście żołnierzy i policji przerwały spotkania religijne Świadków Jehowy w Ałczewsku i Ługańsku. W Ałczewsku funkcjonariusze nagrali film z poszukiwania w budynku rzekomej bomby. Rewizja ujawniła niewielką ilość literatury religijnej Świadków Jehowy. Następnie „znaleziono” ulotki propagandowe skierowane przeciwko Ługańskiej Republice Ludowej, które zostały przyniesione i podrzucone przez funkcjonariuszy.
Latem 2017 roku władze w Ługańsku przedstawiły Świadków Jehowy jako wrogów państwa. 28 sierpnia 2017 roku Aleksandr Basow, wiceminister Bezpieczeństwa Narodowego w Ługańskiej Republice Ludowej stwierdził, że jego zarzuty potwierdzają materiały propagandowe (rzekomo) znalezione w Sali Królestwa w Ałczewsku, iż Świadkowie Jehowy wspierają ugrupowania uznawane za terrorystyczne przez władze w Ługańsku. Świadkowie Jehowy na Ukrainie, tak jak na całym świecie, zachowują całkowitą neutralność wobec konfliktów zbrojnych. Narastająca dyskryminacja religijna oraz presja wywierana w niektórych częściach obwodów ługańskiego i donieckiego na Świadków Jehowy przerodziła się w prześladowanie tej grupy religijnej oraz zagraża jej swobodom religijnym.
W połowie 2017 roku Sąd Najwyższy nieuznawanej na arenie międzynarodowej Donieckiej Republiki Ludowej (DRL) uznał niektóre publikacje Świadków Jehowy za ekstremistyczne. Od tego czasu policja przesłuchała ponad 170 głosicieli. Do 29 sierpnia 2018 roku skonfiskowano 16 Sal Królestwa. 26 września 2018 roku Sąd Najwyższy DRL uznał Świadków Jehowy za organizację ekstremistyczną oraz zdelegalizował ich działalność.
15 listopada 2018 roku w Dżankoj na Krymie około 200 policjantów i antyterrorystów wtargnęło do prywatnych domów, w których małe grupy Świadków Jehowy spotykały się, żeby czytać i omawiać Biblię. Co najmniej 35 uzbrojonych i zamaskowanych funkcjonariuszy wdarło się do domu Siergieja Fiłatowa, w którym spotkało się sześcioro Świadków Jehowy, którzy zostali brutalnie pobici.
W 2019 roku przeprowadzono aresztowania m.in. w Jałcie, Sewastopolu, Eupatorii i Ałupce.
3 marca 2020 roku Sąd Miejski w Jałcie (Krym) skazał Artioma Gierasimowa na karę grzywny w wysokości 400 000 rubli. 4 czerwca 2020 roku w jego procesie apelacyjnym Sąd Najwyższy Krymu ogłosił zaostrzenie jego kary, zamiast grzywny został skazany na 6 lat więzienia.
5 marca 2020 roku Sąd Rejonowy w Dżankoj (Krym) skazał Siergieja Fiłatowa na sześć lat pozbawienia wolności. Został pierwszym Świadkiem Jehowy na Krymie oskarżonym na podstawie rosyjskiego Kodeksu karnego. 26 maja 2020 roku Sąd Najwyższy Republiki Krymu wyrok ten utrzymał w mocy. 26 maja 2020 roku w Kerczu doszło do rewizji mieszkań i aresztowania 5 Świadków Jehowy. 1 października 2020 roku funkcjonariusze FSB wdarli się do domów dziewięciu rodzin Świadków Jehowy w Sewastopolu.
11 marca 2021 roku przeprowadzono rewizje w dziewięciu mieszkaniach w Jałcie. 29 marca 2021 roku Gagarinskij Sąd Rejonowy w Sewastopolu (Krym) za działalność religijną skazał Wiktora Staszewskiego na sześć i pół roku pozbawienia wolności. 31 marca 2021 roku Oktiabrskij Sąd Rejonowy w Petersburgu uznał, że aplikacja JW Library ma charakter ekstremistyczny, i zakazał jej używania na terytorium Federacji Rosyjskiej i Krymu. W marcu 2021 roku, po kilkukrotnym przedłużaniu wyroków, trzech mężczyzn zostało zwolnionych z aresztu śledczego i umieszczonych w areszcie domowym. W maju 2021 roku Żukow został zwolniony z aresztu i umieszczony w areszcie domowym. We wrześniu 2021 roku uwięzionych było czterech Świadków Jehowy. 5 i 9 sierpnia 2021 roku przeprowadzono rewizje i zatrzymania w Armiańsku. 22 października 2021 roku Gagarinskij Sąd Rejonowy w Sewastopolu skazał Igora Szmidta na sześć lat pozbawienia wolności.
22 lutego 2021 roku polski minister spraw zagranicznych Zbigniew Rau w ministerialnym panelu dyskusyjnym dotyczącym sytuacji praw człowieka na okupowanym Krymie, który odbył się na marginesie 46. sesji Rady Praw Człowieka ONZ w Genewie, zwrócił uwagę na liczne naruszenia wolności religii i przekonań, wymierzone w grupy religijne na półwyspie, w tym Świadków Jehowy. 23 sierpnia 2021 roku podczas Szczytu Platformy Krymskiej w Kijowie, sprzeciw prześladowaniu m.in. Świadków Jehowy wyraził prezydent Rzeczypospolitej Polskiej Andrzej Duda. 17 grudnia 2021 roku kraje członkowskie (w tym Polska) Międzynarodowego Sojuszu na Rzecz Wolności Religii lub Przekonań (International Religious Freedom or Belief Alliance), podpisały oświadczenie, nawołujące do natychmiastowego uwolnienia uwięzionych Świadków Jehowy i zaprzestania wobec nich tortur, maltretowania, przeszukań ich domów oraz dyskryminacji.
16 lutego 2022 roku Sąd Miejski w Kerczu na Krymie skazał Artioma Szablija na 2 lata pozbawienia wolności w zawieszeniu na 3 lata, uznając go za winnego udziału w działalności organizacji ekstremistycznej. 5 i 24 sierpnia 2022 roku służby bezpieczeństwa przeszukały mieszkania w Sewastopolu.
22 sierpnia 2022 roku z okazji Międzynarodowego Dnia Upamiętniającego Ofiary Aktów Przemocy ze względu na Religię lub Przekonania, przewodniczący OBWE Zbigniew Rau, „położył nacisk na to, że prześladowania i szykany dotykają także przedstawicieli innych mniejszości religijnych na okupowanym Krymie, m.in. Świadków Jehowy”.
28 września 2022 roku przeprowadzono rewizje w co najmniej 11 domach Świadków Jehowy w miejscowości Nyżniohirski na Krymie. 6 października 2022 roku Nachimowskij Sąd Rejonowy w Sewastopolu na Krymie skazał za działalność religijną Władimira Maładykę, Władimira Sakadę i Jewgienija Żukowa na 6 lat więzienia. 1 grudnia 2022 roku Sąd Miejski w Armiańsku na Krymie, za prowadzenie działalności religijnej skazał Aleksandra Litwiniuka i Aleksandra Dubowienkę na 6 lat kolonii karnej. 6 grudnia 2022 roku rewizje mieszkań miały miejsce w Teodozji, a 8 grudnia w obwodzie symferopolskim (17 rewizji). Łącznie czynnościom śledczym poddano około 40 osób. Wszczęto postępowanie karne przeciwko dwóm Świadkom Jehowy i umieszczono ich w aresztach domowych. 27 lutego 2023 roku Sąd Miejski w Jałcie na Krymie skazał Tarasa Kuzo na 6,5 roku więzienia, a Siergiej Lulin i Piotr Żylicow otrzymali wyroki sześciu lat i jednego miesiąca więzienia. 22 maja 2023 roku dokonano rewizji i aresztowań w Teodozji, 28 lipca 2023 roku w Dżankoju, a 14 i 16 sierpnia 2023 roku w Armiańsku, Symferopolu, Sakach i Dżankoju. 16 kwietnia 2024 roku Nachimowskij Sąd Rejonowy w Sewastopolu skazał Maksima Zinczenkę na 2 lata pracy przymusowej w zakładzie karnym. 7 sierpnia 2024 roku służby bezpieczeństwa dokonały rewizji i aresztowań w Rozdolne. 3 października 2024 roku Sąd Najwyższy Republiki Krymu postanowił, że wyroki 6 lat w zawieszeniu wydane na Jurija Gieraszczenkę i Siergieja Parfienowicza staną się wyrokami kary więzienia. 
Najbardziej prześladowaną grupą religijną na Krymie są Świadkowie Jehowy.
Według danych z listopada 2024 roku na Krymie ponad 25 osób zostało oskarżonych w związku z przynależnością do Świadków Jehowy. Sześciu z nich zostało już skazanych na karę pozbawienia wolności na okres 6 lat lub więcej i odbywa karę w rosyjskich koloniach. Ogółem za prowadzenie działalności religijnej uwięzionych było 12 osób. Działalność Świadków Jehowy na Krymie jest zakazana.

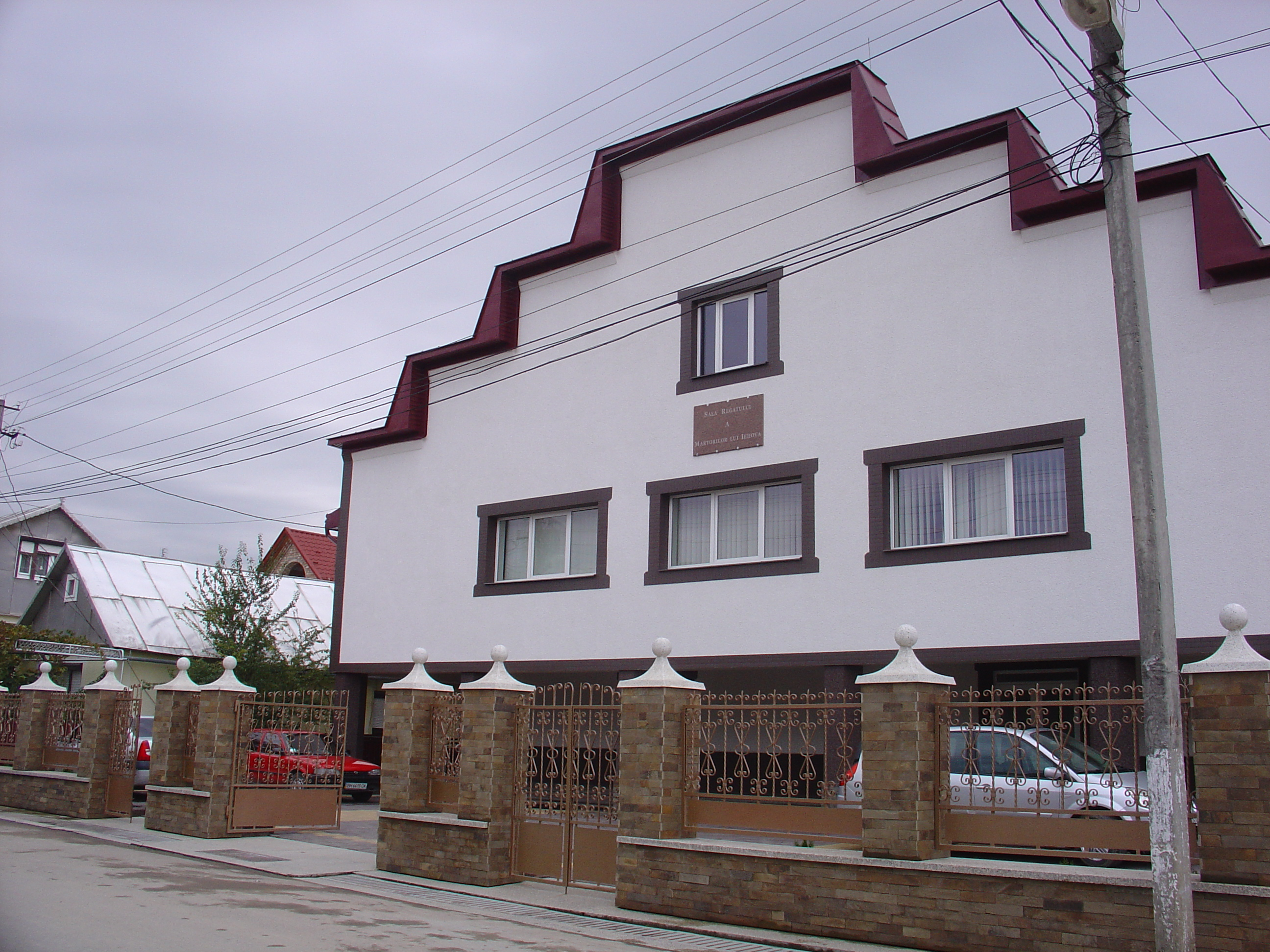
Jedna z sześciu Sal Królestwa 15 zborów we wsi Serednje Wodjane
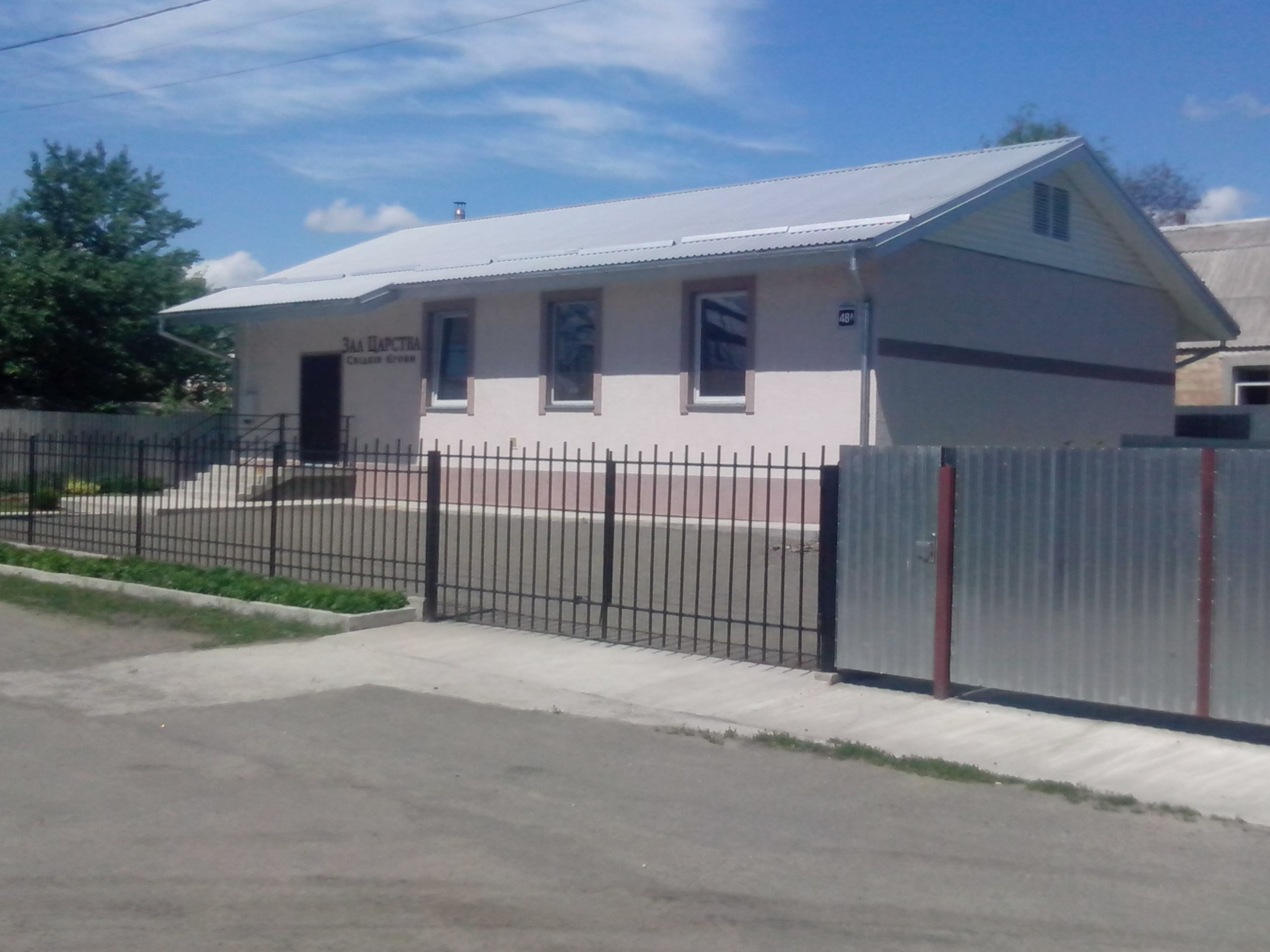
Sala Królestwa w Borodziance
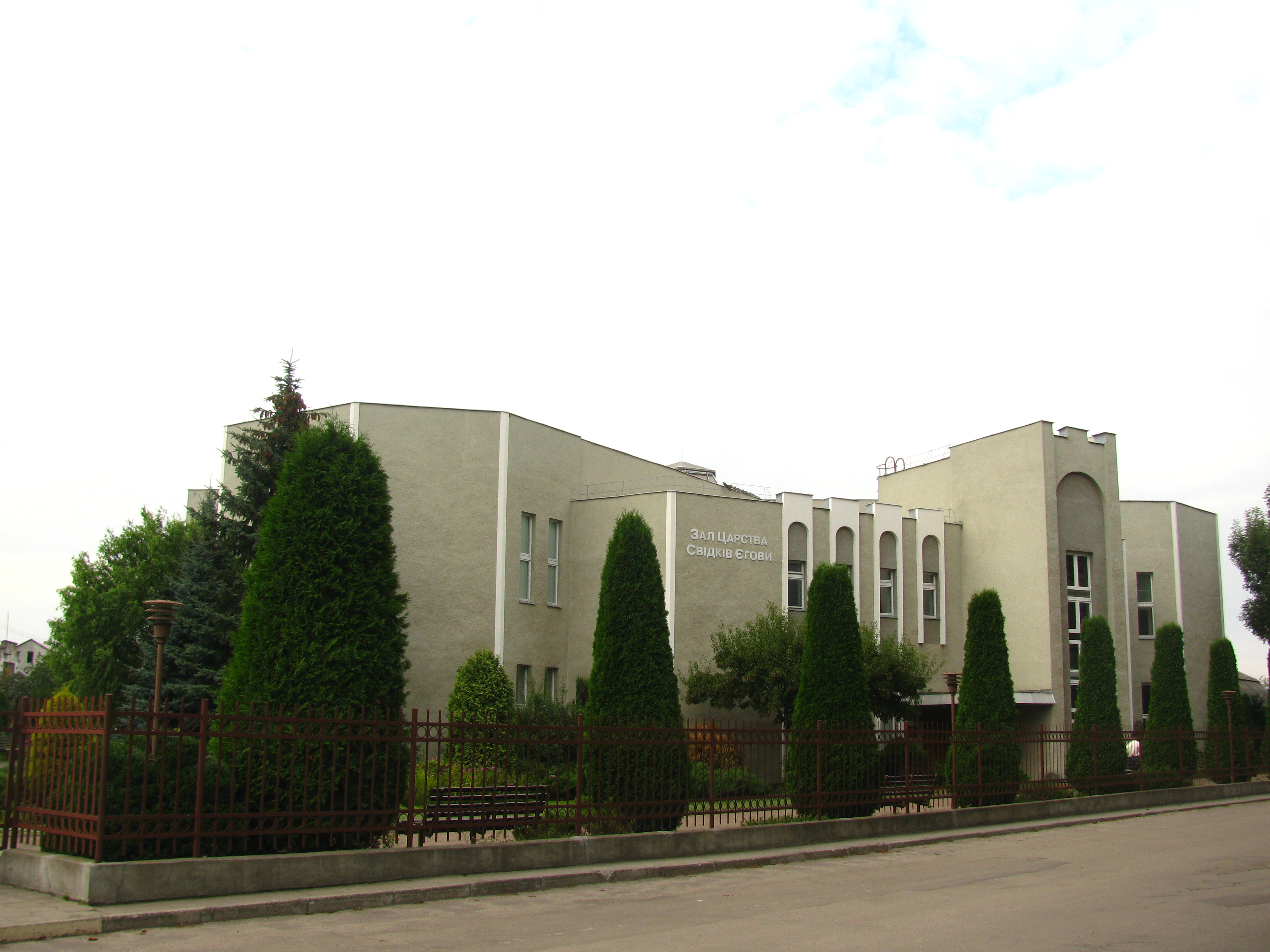
Dwa kompleksy Sal Królestwa...
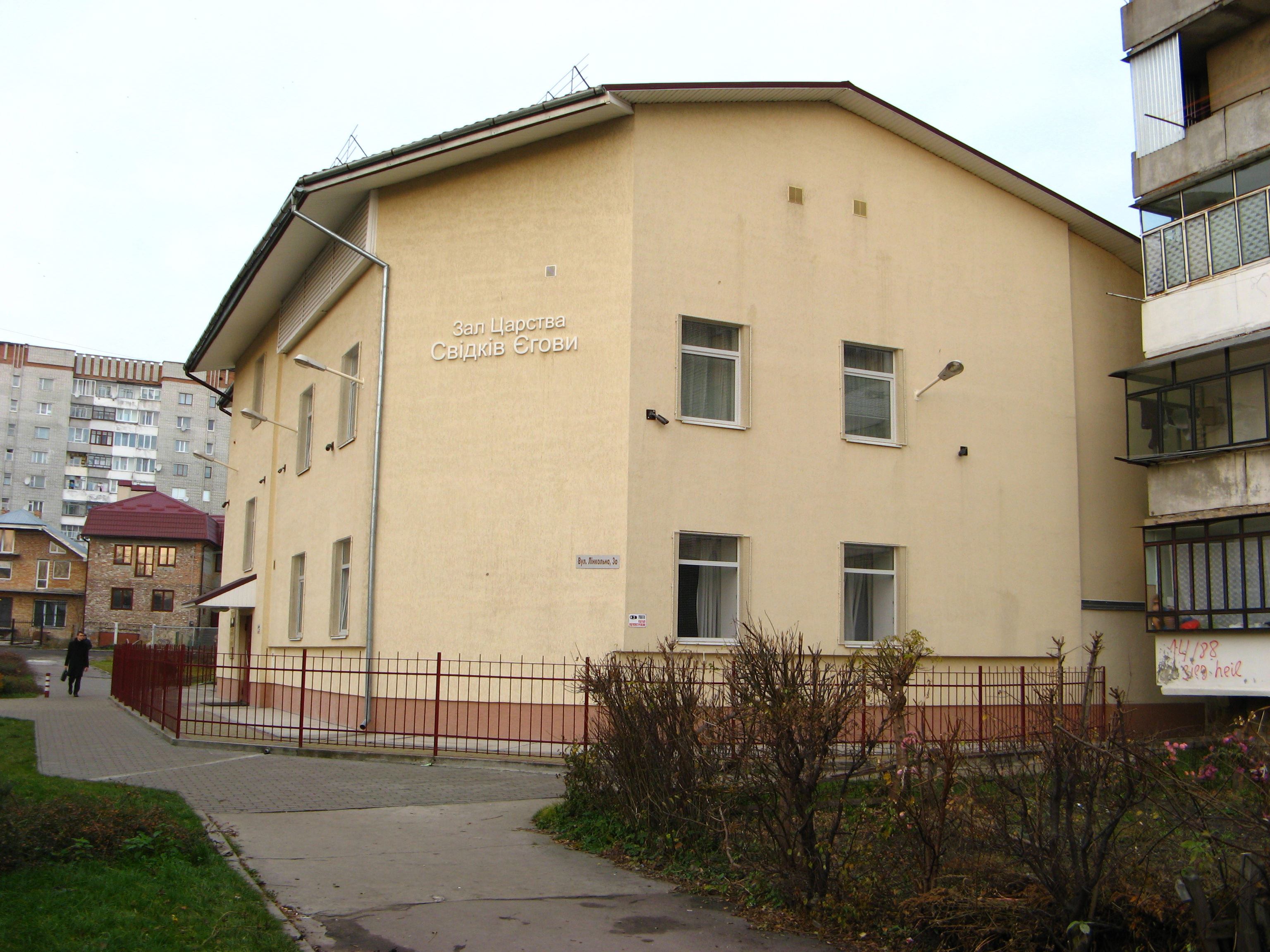
... we Lwowie
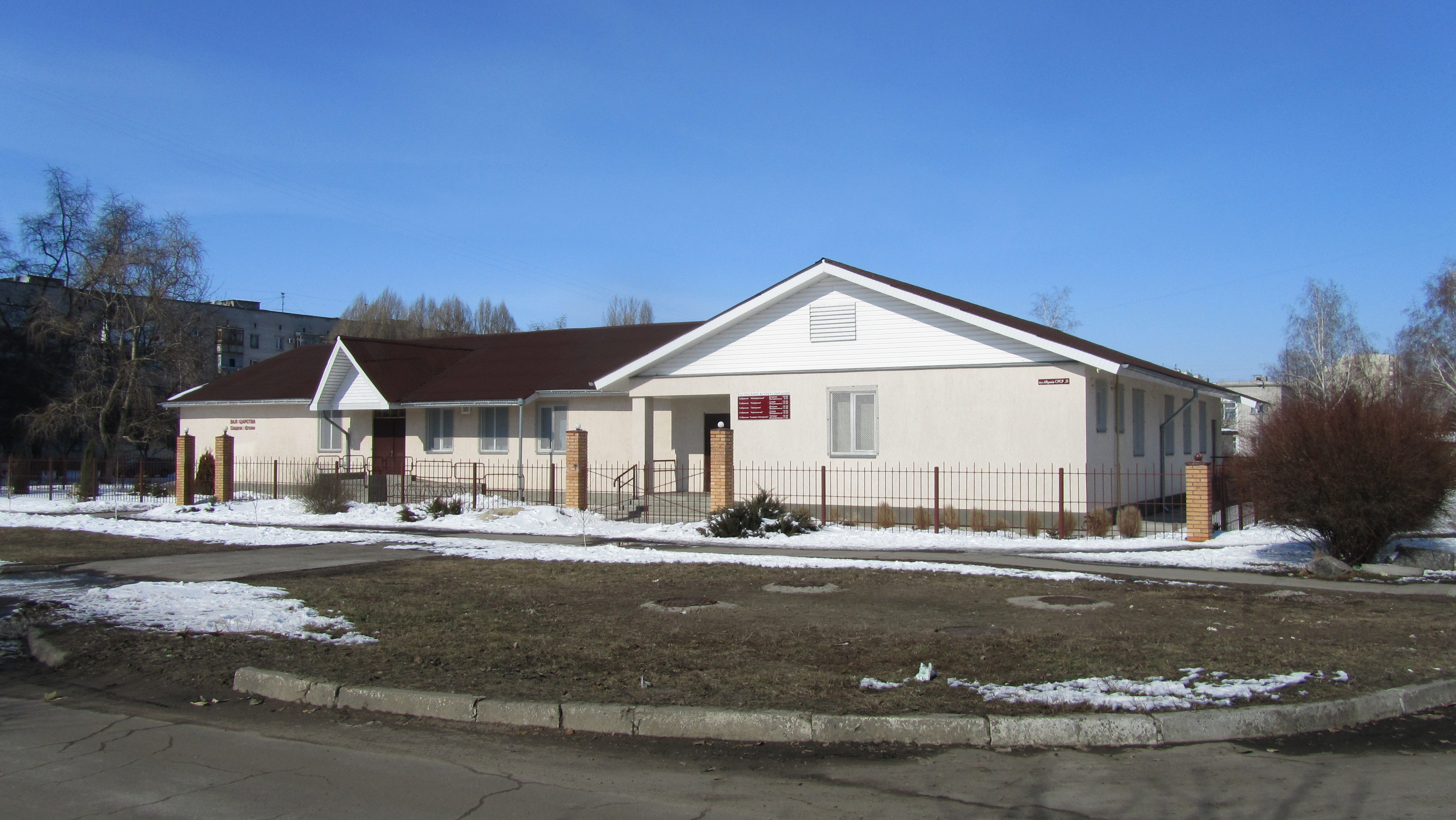
Trzy Sale Królestwa...
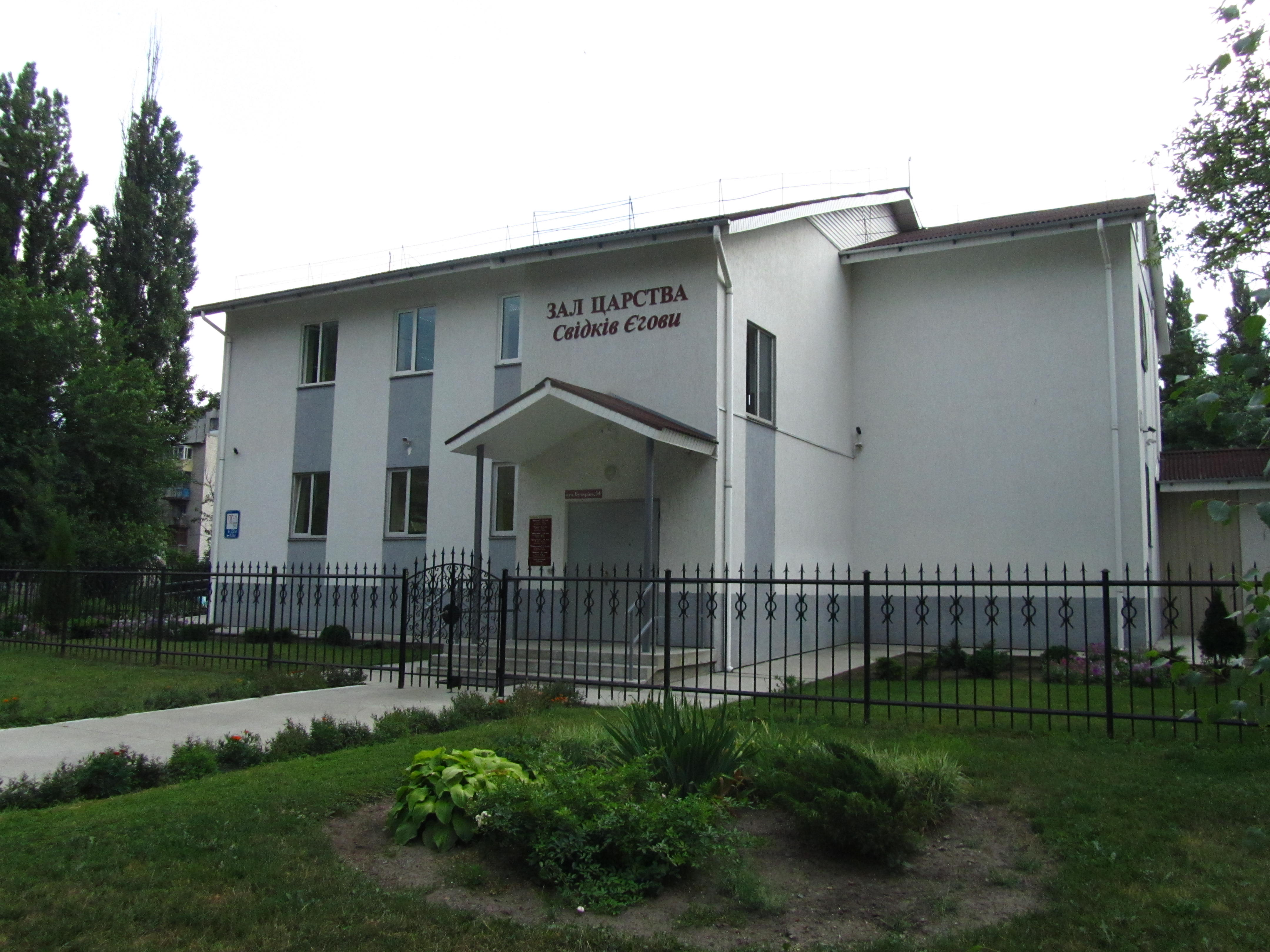
... w których spotyka się 13 zborów...
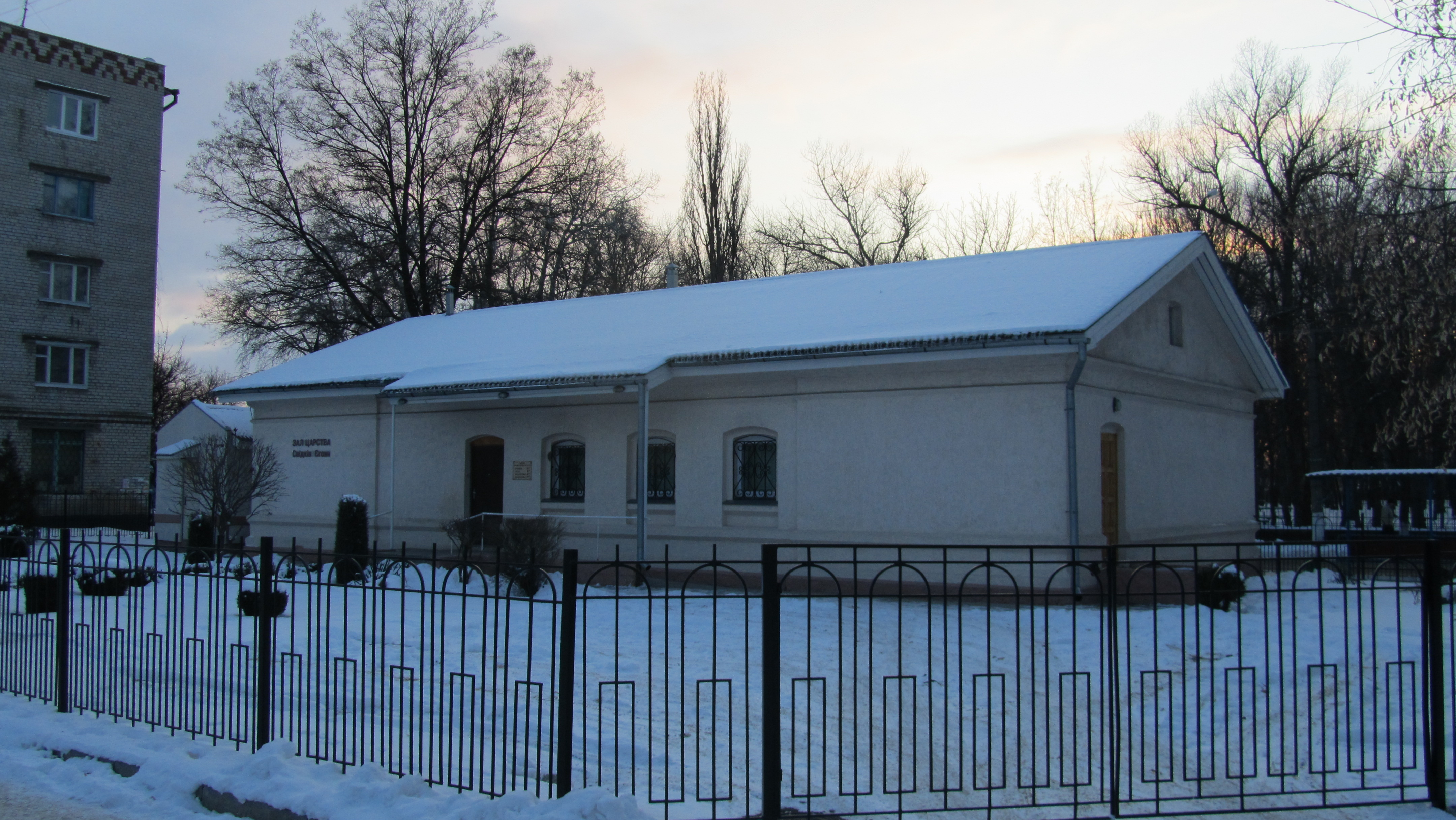
... w Krzemieńczuku